# Língua uari
O Wari’ é uma língua da família linguística chapacura falada no estado brasileiro de Rondônia.

## Dialetos
Os dialetos Wari’ conforme Angenot (1997):
Dialetos setentrionais
- Wari’-Oro Waram ("o povo Macaco-Preto")
- Wari’-Oro Mon ("o povo Morcego")
- Wari’-Oro Waram Xijen ("os outros povos Macaco-Preto")

Dialetos meridionais
- Wari’-Oro Não ("o povo Morcego")
- Wari’-Oro Eo ("o povo do Arroto")
- Wari’-Oro At ("o povo do Osso")
- Wari’-Oro Jowin ("o povo Macaco-Prego")
- Wari’-Oro Kao Oro Aje ("o povo 'comer ainda verde'")

## Demografia
Demografia (Sousa 2009, da Funai-Guajará-Mirim 2008)::16-17
| Terra Indígena  | Município     | Aldeamento                                                       | Etnias |
| --------------- | ------------- | ---------------------------------------------------------------- | --- |
| TI Ribeirão     | Nova Mamoré   | PI Ribeirão                                                      | Oro Mon, Oro Waram Xijein, Oro Nao, Oro Waram                                                                            |
| TI Laje         | Guajará-Mirim | PI Laje: Sede                                                    | Oro Waram, Oro Mon, Oro Nao, Oro Waram Xijein, Canoé                                                                     |
| TI Ribeirão     | Nova Mamoré   | Lage Velho                                                       | Oro Waram, Oro Nao, Oro Mon, Oro Eo, Oro Waram Xijein                                                                    |
| TI Laje         | Guajará-Mirim | Limão (Lage)                                                     | Oro Mon, Oro Waram, Oro Nao, Oro Waram Xijein                                                                            |
| TI Ribeirão     | Nova Mamoré   | Linha 10                                                         | Oro Waram, Oro Mon, Oro Nao                                                                                              |
| TI Laje         | Guajará-Mirim | Linha 14                                                         | Oro Nao, Oro Waram, Oro Waram Xijein                                                                                     |
| TI Ribeirão     | Nova Mamoré   | Linha 26 (Nova Mamoré)                                           | Oro Eo, Oro At, Oro Waram, Oro Nao                                                                                       |
| TI Laje         | Guajará-Mirim | Linha 31 (Nova Mamoré)                                           | Oro At, Oro Nao |
| TI Negro Ocaia  | Guajará-Mirim | PI Negro Ocaia: sede, Ocaia II, Piranha                          | Oro Nao, Oro At, Oro Eo, Oro Win, Cabixi, Canoé, Oro Mon, Oro Waram Xijein, Oro Waram, Oro Jowin                         |
| TI Negro Ocaia  | Guajará-Mirim | PI Negro Ocaia: São Luiz Pedreira, Limão (São Luiz)              | Cabixi, Wajuru, Oro Win, Macurap, Oro Nao, Oro At, Oro Eo Wau Wau                                                        |
| TI Sagarana     | Guajará-Mirim | PI Sagarana: sede                                                | Oro Mon, Oro Waram Xijein, Canoé, Macurap, Oro Nao, Oro At, Oro Eo Arowa, Cão Oro Waje                                   |
| TI Pacaás Novos | Guajará-Mirim | PI Tanajura: sede, Cajueiro Capoeirinha, Pitop, G. a Adeus       | Oro Mon, Oro Eo, Oro Nao, Oro Waram, Oro At, Oro Win, Suruí Oro Jowin, Aruak, Paratintin, Canoé, Jabuti, Macurap         |
| TI Pacaás Novos | Guajará-Mirim | PI Santo André: sede, Bom Futuro                                 | Oro Mon, Oro At, Oro Nao                                                                                                 |
| TI Pacaás Novos | Guajará-Mirim | PI Deolinda: sede, Barranquilha, Calafate                        | Oro Nao, Canoé Oro Eo Jaboti, Waram                                                                                      |
| TI Pacaás Novos | Guajará-Mirim | PI Sotério: sede                                                 | Oro Nao, Oro Eo, Jaboti, Xavante, Oro Mon, Oro Waram Xijein, Oro Waram, Oro At, Macurap, Canoé                           |
| TI Guaporé      | Guajará-Mirim | PI Ricardo Franco: sede, Baía da Coca, Baía das Onças, Baía Rica | Macurap, Jaboti, Arua, Aricapu, Ajuru, Canoé, Oro Nao, Massaca, Cujubim, Tupari, Gavião, Oro Waram Xijein, Oro Eo, Mutum |

## Vocabulário
Alguns nomes de plantas e animais no dialeto Oro Mon de Wari’ (Sousa 2009):
| \| Wari’ (Oro Mon) \| Português \| Taxonomia \| \| ------------------------------------------------- \| ------------------------------------------------------------ \| --------------------------------------------------------------------------------------------------------------------------------------- \| \| ʔaho-ʔaho; kopakawʔ miʃem miʃem \| onça-preta \| (certo tipo de animal da família dos felídeos, Panthera onca) \| \| ʔaji-man \| palha-vermelha, jaci \| (certo tipo de planta da família das arecáceas) \| \| ʔaji toro \| ubim \| (certo tipo de planta da família das arecáceas, Geonoma deversa) \| \| ʔakaratʃy; karatʃy \| catuaba \| (certo tipo de planta da família das bignoniáceas, Erythroxylum catuaba sp.) \| \| ʔan pin; tʃytʃyt \| cará, empréstimo do português \| (certo tipo de planta da família das dioscoreáceas, Dioscorea alata) \| \| ʔarajei̯ŋ \| larva de caba \| (nome dado ao primeiro estágio de desenvolvimento das vespas) \| \| ʔarakome \| gavião \| (certo tipo de ave da família dos acipitrídeos) \| \| ʔara takawʔ \| acará-açu \| (certo tipo de peixe, da família dos ciclídeos, Astronotus spp.) \| \| ʔaraji \| certo tipo de ave da família dos psitacídeos \| (Ara chloroptera) \| \| ʔara-karapaʔ \| pacu-caju \| (certo tipo de peixe da família dos caracídeos, Myleus spp.) \| \| ʔarakon-me \| corujão, coruja do mato \| (certo tipo de ave da família dos estrigídeos, Pulsatrix perspicillata) \| \| ʔara meteʔ \| certo tipo de réptil ofídio \| (Rhinobothryum lentiginosum) \| \| ʔara pakyn \| tambaqui \| (certo tipo de peixe da família dos caracídeos, Colossoma macropomum) \| \| ʔara paraʔ \| jacaretinga \| (certo tipo de réptil da família dos aligatorídeos, Caiman crocodilus sp.) \| \| ʔara(ra) hop \| teju \| (certo tipo de réptil da família dos teiídeos) \| \| ʔara-takawʔ \| acará-açu \| (certo tipo de peixe, Astronotus ocellatus) \| \| ʔara-taramaʔ \| pacu grande \| (certo tipo de peixe da família dos caracídeos, Piaractus spp.) \| \| ʔara-tarawan \| surubim \| (certo tipo de peixe, Pseudoplatystoma fasciatum) \| \| ʔara-tyky-ʔoʔ \| certo tipo de ave da família dos trogloditídeos \| (Cyphorhinus arada) \| \| ʔara werei̯ŋ \| curimatã \| (certo tipo de peixe da família dos caracídeos, Prochilodus spp.) \| \| ʔarawi \| azulão \| (certo tipo de inseto da família dos ninfalídeos, Morpho laertes) \| \| ʔarawʔ pawin \| maracatiaia \| (certo tipo de planta da família das anacardiáceas, Astronium lecointei) \| \| ʔarym \| jacamim \| (certo tipo de ave da família dos ralídeos) \| \| ʔatoram; tyryk \| juruva \| (certo tipo de ave da família dos momotídeos) \| \| ʔatʃinʔ; tʃinʔ \| embuá \| (certo tipo de artrópode da família dos diplopódeos) \| \| ʔatyn; tʃynʔ \| caracol, lesma \| (certo tipo de moluscos gastrópodes terrestres, pequenos, de concha fina da família dos helicídeos e limacídeos) \| \| ʔawʔ he \| anhuma \| (certo tipo de ave da família dos anatídeos) \| \| ʔawan \| porco doméstico \| (certo tipo de animal da família dos suídeos) \| \| ʔawom; katʃikon-wom \| algodão \| (certo tipo de planta da família das malváceas, Gossypium sp.) \| \| ʔawopaʔ; wapakan, najawʔjajaw, tʃawʔ-tʃawʔ-winai̯ŋ \| mandi \| (certo tipo de peixe da família dos pimelodídeos, Pimelodus spp.) \| \| ʔawy \| tucano \| (certo tipo de ave da família dos ranfastídeos) \| \| ʔeʔot-ʔeʔot; tapakynʔ \| arapaçu \| (certo tipo de ave da família dos furnariídeos) \| \| ʔeʔot-ʔeʔot; tapakynʔ \| arapaçu \| (certo tipo de ave da família dos furnariídeos) \| \| ʔehei̯ŋ \| onças \| (onça mitológica) \| \| ʔei̯ŋ ʔei̯ŋ \| nome dado a uma espécie de sapo \| \| \| ʔei̯ŋ-ʔei̯ŋ \| cunauaru \| (certo tipo de anfíbio, Hyla venulosa) \| \| ʔemʔ-tak; ʔemʔ tak \| sucuriju “cobra-engolidora” \| (certo tipo de réptil ofídio da família dos boídeos, Eunectes murinus) \| \| haryp-ʔemʔ \| jibóia \| (certo tipo de réptil ofídio da família dos boídeos, Boa constrictor) \| \| hataʔ; kahwataʔ \| quati \| (certo tipo de mamífero da família dos procionídeos) \| \| hije \| gavião \| (certo tipo de ave da família dos acipitrídeos) \| \| hima \| lagarto \| (termo genérico) \| \| hoʔ tokwe \| certo tipo de lagarta comestível \| \| \| hoje-hoje; piwaj-piwaj \| bauari \| (certo tipo de peixe, Mesonauta sp.) \| \| hojhoj \| certo tipo de réptil ofídio \| (Helicops spp.) \| \| hojik; hwijik \| cupim \| (certo tipo de inseto, Coptotermes formosanus) \| \| hojimon; pijimonʔ \| vira-bostas \| (certo tipo de inseto da família dos escarabeídeos, Scarabaeus sacer) \| \| homa-homaʔ \| anujá, cangati \| (certo tipo de peixe, Trachycorystes trachycorystes) \| \| hop; ʔahop \| jacaré \| (certo tipo de réptil da família dos aligatorídeos) \| \| horok \| uru \| (certo tipo de ave da família dos cracídeos) \| \| horokan \| certo tipo de ave da família dos psitacídeos \| (Amazona spp.) \| \| horop \| paxiúba \| (certo tipo de planta da família das arecáceas, Socratea exorrhiza) \| \| hwam \| peixe \| (termo genérico) \| \| hwiji-monʔ \| taxi \| (certo tipo de planta da família das cesalpiniáceas, Sclerolobium paniculatum) \| \| ʔiminʔ; minʔ \| anta \| (certo tipo de mamífero da família dos tapirídeos, Tapirus terrestris) \| \| ʔira-ʔira-ʔiwʔ \| louva-a-deus \| (certo tipo de inseto da família dos mantídeos) \| \| ʔiram \| açaí \| (certo tipo de planta da família das arecáceas, Euterpe oleracea) \| \| ʔiram-ʔiram \| peixe-agulha \| (certo tipo de peixe da família dos belonídeos, Strongylura sp.) \| \| ʔirawʔ \| cobra spp. \| (termo genérico para cobras não identificadas) \| \| ʔiri kop \| macaxeira \| (certo tipo de planta da família das euforbiáceas, Manihot esculenta) \| \| ʔirimamop; mimop \| onça-vermelha \| (certo tipo de mamífero da família dos felídeos, Puma concolor) \| \| ʔiwʔ; wiʃiʔ \| piolho \| (certo tipo de inseto parasita de mamíferos e aves, da ordem dos phthiraptera) \| \| jamop \| certo tipo de ave da família dos tinamídeos \| (Tinamus tao) \| \| jaw-towaʔ \| certo tipo de ave da família dos frangilídeos \| (Icterus chrysocephalus) \| \| jei̯ŋ \| cogumelo \| (certo tipo de cogumelo comestível da família das agaricáceas, Agaricus sp.) \| \| jei̯ŋ-narawoʔ \| certo tipo de cogumelo comestível \| \| \| ji \| bacaba \| (certo tipo de planta da família das arecáceas, Oenocarpus bacaba) \| \| jima jima \| nome dado a abelhas sp. \| \| \| jimai̯ŋ \| arabá, coração-de-negro \| (certo tipo de planta da família das papilionoídeas, Prunus sphaerocarpa) \| \| jip-piran \| réptil sp. \| (certo tipo de réptil ofídio da família dos boídeos, Epicrates cenchria) \| \| jop \| ave sp. \| (certo tipo de ave da família dos frangilídeos, Thraupis episcopus) \| \| jorijori; ʔorotapan \| marrecas spp. \| (certo tipo de ave da família dos anatídeos) \| \| jowaw-ʔo; waho \| ipequi \| (certo tipo de ave da família dos ralídeos, Heliornis fulica) \| \| jowin \| macaco-prego \| (certo tipo de animal da família dos cebídeos, Cebus apella) \| \| jypaʔ \| nome dado a abelhas spp. \| \| \| kahaw \| boto \| (certo tipo de animal mamífero da família dos delfinídeos, Delphinus delphis sp.) \| \| kahyry; kwiwoʔ \| flecha de pupunha, aguda \| \| \| kahowe \| camarão \| (nome comum a vários crustáceos decápodes) \| \| kahowip \| certo tipo de fruta comestível, de árvore não classificada \| \| \| kaj ʔemʔ \| cobra-de-duas-cabeças \| (certo tipo de réptil ofídio, Amphisbaena fuliginosa) \| \| kaje hyma \| tamaquaré \| (certo tipo de réptil Uranoscodon superciliosus) \| \| kajikapam \| beiju \| (certo tipo de produto da mandioca) \| \| kajipi \| jacitara \| (certo tipo de planta da família das arecáceas, Desmoncus sp.) \| \| kajipi \| cubiu “espinho” \| (certo tipo de planta da família das solanáceas, Solanum sessiliflorum) \| \| kajitawi \| cana-de-açúcar \| (certo tipo de planta da família das gramíneas, Saccharum officinarum) \| \| kajitʃe \| tabaco “não é da cultura” \| (certo tipo de planta da família das solanáceas, Nicotiana tabacum) \| \| kajiʃiri; ʃiri \| sororoca/banana \| (certo tipo de planta da família das musáceas, Musa spp.) \| \| kajitʃytʃyk \| samambaias \| (certo tipo de planta da família das polipodiáceas, Nephrolepis, Polypodium) \| \| kajiwa \| buriti \| (certo tipo de planta da família das arecáceas, Mauritia flexuosa) \| \| kajiwiri \| mamangaba \| (certo tipo de inseto da família dos bombídeos, Bombus hypnorum) \| \| kakiri \| carapanaúba \| (certo tipo de planta da família das apocináceas, Aspidosperma nitidum) \| \| kamak \| pipira-parda \| (certo tipo de ave da família dos fringilídeos, Lanio fulvus) \| \| kamakarai̯ŋ \| certo tipo de fruta comestível, de árvore não classificada \| \| \| kame \| capivara \| (certo tipo de mamífero da família dos caviídeos, Hydrochoerus hydrochaeris) \| \| kamerem \| tauari \| (certo tipo de planta da família das lecitidáceas, Couratari sp.) \| \| kamo \| jacu \| (certo tipo de ave da família dos cracídeos) \| \| kan \| gafanhoto \| (certo tipo de inseto ortóptero, daninho) \| \| kanym \| cacau \| (certo tipo de planta da família das esterculiáceas, Theobroma cacao) \| \| kanym piropeʔ \| cacaurana, cacauí \| (certo tipo de planta da família das esterculiáceas, Theobroma bicolor) \| \| kapatak; kapitak \| araçari spp. \| (certo tipo de ave da família dos ranfastídeos) \| \| kapit \| pipira, tiê-fogo \| (certo tipo de ave da família dos traupídeos, Ramphocelus carbo) \| \| karaʔ; mam-kykyn, torotʃokomyʔ \| japu \| (certo tipo de ave da família dos fringilídeos, Psarocolius sp.) \| \| karajinai̯ŋ kom \| musgos \| (certo tipo de vegetal briófita) \| \| karan \| saúva \| (certo tipo de inseto comestível da família dos formicídeos, Atta spp.) \| \| karapakan \| sucuúba \| (certo tipo de planta da família das apocináceas, Himatanthus sucuuba) \| \| karapakan \| tururi \| (certo tipo de planta da família das moráceas e cecropiáceas) \| \| karapa-karapa-winakon \| caninana \| (certo tipo de réptil ofídio, Spilotes pullatus) \| \| karatʃik \| cascavel \| (certo tipo de réptil ofídio da família dos viperídeos, Crotalus durissus sp.) \| \| karatʃik \| surucucu \| (certo tipo de réptil ofídio da família dos viperídeos, Lachesis muta) \| \| karatot \| daquiru, bacu, reque-reque \| (certo tipo de peixe da família dos doradídeos, Platydoras spp.) \| \| karatokwe \| vagalume \| (certo tipo de inseto das famílias dos lampirídeos e elaterídeos, Lampyris sp.) \| \| karatokwe; mowa \| timbó \| (certo tipo de planta da família das papilionoídes, Enterolobium timbouva) \| \| katatʃik \| caititu \| (certo tipo de mamífero da família dos taiaçuídeos, Tayassu pecari) \| \| katʃikon (ʔo)piʔ \| pulga \| (certo tipo de inseto parasita externo que se alimenta de sangue de mamíferos e aves, de ordem sifonápteros e ápteros, Tunga penetrans) \| \| katʃikon kopakawʔ \| gato-maracajá \| (certo tipo de animal da família dos felídeos, Leopardus wiedii) \| \| katʃikon toroi̯ŋ \| certo tipo de anfíbio \| (Pipa pipa) \| \| katʃima \| ariramba \| (certo tipo de ave da família dos galbulídeos, Ceryle torquata) \| \| katʃima \| babaçu \| (certo tipo de planta da família das arecáceas, Orbignya phalerata) \| \| katʃinʔ \| carrapato \| (animal acarino parasito da família dos ixodídeos e argasídeos) \| \| katʃin \| pássaro mitológico \| (certo tipo de ave da família dos cuculídeos, Tapera naevia) \| \| kawʔ mon \| grilos \| (certo tipo de inseto ortópteros da família dos grilídeos) \| \| kawaja; kawija \| ariranha \| (certo tipo de mamífero da família dos mustelídeos, Pteronura brasiliensis) \| \| kawakawa \| cobra-cipó \| (certo tipo de réptil ofídio, Xenoxybelis argenteus) \| \| kawawʔ \| garça \| (certo tipo de ave da família dos ardeídeos) \| \| kawawaʔ \| tiririca \| (certo tipo de planta da família das ciperáceas, Cyperus rotundus ou Cyperus olivaris) \| \| kawija moromen; moromen \| lontrinha \| (certo tipo de animal da família dos mustelídeos) \| \| kawik \| marianita \| (certo tipo de ave da família dos psitacídeos) \| \| kaw taraʔ \| piabas spp. \| (certo tipo de peixe da família dos caracídeos) \| \| kaw tʃaw \| sorva \| (certo tipo de planta da família das apocináceas, Couma utilis) \| \| kiwʔ \| tamboatá, coridora \| (certo tipo de peixe Hoplosternum littorale) \| \| koʔ-ʔajiʔ \| corujas spp. \| (termo genérico) \| \| koʔ-jok \| acarás spp. \| (nome dado a vários tipos de acará pequeno) \| \| koʔyt \| maçarico \| (certo tipo de ave da família dos caradriídeos) \| \| koheʔ \| certo tipo de ave da família dos falconídeos \| (Daptrius ater) \| \| kojam \| inambus spp. \| (certo tipo de ave da família dos tinamídeos) \| \| kojo-kojo \| cuiú-cuiú \| (certo tipo de peixe, Oxydoras niger sp.) \| \| koka \| certo tipo de peixe da família dos caracídeos \| (Jupiaba abramoides) \| \| kokorop; pakorop \| aracus \| (certo tipo de peixe da família dos caracídeos, Leporinus spp.) \| \| kok taʔ \| acará-pintado \| (certo tipo de peixe, Heros sp.) \| \| kok-taraho \| galinha \| (certo tipo de ave da família dos fasianídeos, Gallus gallus domesticus) \| \| komem \| veado-do-campo \| (certo tipo de mamífero da família dos cervídeos, Ozotoceros bezoarticus) \| \| kop; ʔakop \| mandioca \| (certo tipo de planta da família das euforbiáceas, Manihot esculenta) \| \| kopakawʔ \| onça pintada \| (certo tipo de mamífero da família dos felídeos, Panthera onca) \| \| koparak \| uruçu \| (certo tipo de inseto da família dos meliponídeos, Melipona sp.) \| \| koraj \| aninga \| (certo tipo de planta da família das aráceas, Montrichardia arborescens) \| \| koro jei̯ŋ \| certo tipo de cogumelo comestível \| \| \| korokon; korokoroton \| corocoró \| (certo tipo de ave da família dos ciconiídeos) \| \| korowana \| inhambu-anhangá \| (certo tipo de ave da família dos tinamídeos, Crypturellus variegatus) \| \| kotb8ywʔ \| cubiu, charuto “empréstimo do português” \| (certo tipo de peixe da família dos caracídeos, Triportheus spp.) \| \| kotem \| nome dado a abelhas spp. \| \| \| kotene-hwam \| piraíba, filhote “peixe-grande” \| (certo tipo de peixe, Brachyplathystoma filamentosum) \| \| kotene-topak \| mandubé \| (certo tipo de peixe da família dos ageneiosídeos, Ageneiosus spp.) \| \| kotowaʔ; tʃak-topiʔ \| veado \| (certo tipo de animal da família dos cervídeos) \| \| kotʃai̯ŋ \| cigana \| (certo tipo de ave da família dos opistocomídeos, Opisthocomus hoazin) \| \| kotʃew \| macaco-de-cheiro \| (certo tipo de mamíferos da família dos cebídeos, Saimiri sciureus) \| \| kotʃyt; kytʃyt \| rolinha \| (certo tipo de ave da família dos columbídeos) \| \| kowewʔ \| urubu-rei \| (certo tipo de ave da família dos ciconiídeos, Sarcoramphus papa) \| \| kowoʔ \| certo tipo de anfíbio comestível \| (Leptodactylus sp.) \| \| kykyryk \| periquito \| (certo tipo de ave da família dos psitacídeos, Melopsittacus undulatus) \| \| kykyryp; kykyrypiʃiʔ \| certo tipo de lagarta comestível \| \| \| kynʔ \| ripeiro, cachimbeira \| (certo tipo de planta da família das lecitidáceas, Cariniana estrellensis); sal \| \| kyn \| escorpião \| (nome comum a aracnídeos escorpionídeos, Euscorpius flavicaudis) \| \| kyryry \| inhambu-relógio \| (certo tipo de ave da família dos tinamídeos, Crypturellus strigulosus) \| \| kyt-ʔat \| nome dado a abelhas spp. \| \| \| kyt-kyt-pitʃawʔ \| certo tipo de pica-pau, da família dos picídeos \| \| \| kwam \| larva de mosca \| (Dermatobia hominis) \| \| kwaraʔ; kwariʔ \| tatu-galinha \| (certo tipo de animal da família dos dasipodídeos, Dasypus novemcinctus) \| \| kwaran \| marajá sp. \| (certo tipo de planta da família das arecáceas) \| \| kwerei̯ŋ kwerei̯ŋ \| certo tipo de réptil da família dos tropidurídeos \| (Plica plica) \| \| maho \| urubu \| (certo tipo de ave da família dos ciconiídeos) \| \| mahomip; makomip \| muçum \| (certo tipo de peixe da família dos sinbranquídeos, Synbranchus marmoratus) \| \| majiwawʔ; mojowawʔ \| cobra-coral \| (certo tipo de réptil ofídio da família dos elapídeos, Micrurus sp.) \| \| majowaw-majowaw \| aracu-pinima \| (certo tipo de peixe, Leporinus fasciatus) \| \| makajo \| certo tipo de anfíbio \| (Leptodactylus sp.) \| \| makaraw \| copaíba \| (certo tipo de planta da família das cesalpiniáceas, Copaifera sp.) \| \| makawaw \| acauã \| (certo tipo de ave da família dos falconídeos, Herpetotheres cachinnans) \| \| makiri-kon-me \| cipó-titica \| (certo tipo de planta da família das aráceas, Heteropsis flexuosa) \| \| makojam \| mamão \| (certo tipo de planta da família das caricáceas, Carica papaya) \| \| mako-miʔ \| variedades de bananas, pacova \| (nome dado a várias espécies de bananas, Musa spp.) \| \| makon \| liana \| (termo genérico para as plantas trepadeiras) \| \| makorawʔ \| bacurau \| (certo tipo de ave da família dos caprimulgídeos) \| \| makyʔ \| caranguejo \| (nome comum a vários crustáceos decápode, Pyromaia tuberculata sp.) \| \| mamaram \| certo tipo de peixe da família dos caracídeos \| (Hemigrammus sp.) \| \| mama-winakon-pakyn \| pescada \| (certo tipo de peixe da família dos cienídeos, Cynoscion sp.) \| \| mapak; papak \| milho \| (certo tipo de planta da família das gramíneas, Zea mays ou Talysia mays) \| \| maparan; paparan \| pernilongo \| (certo tipo de inseto da família dos culicídeos) \| \| mapat; papat-papat \| bodó \| (certo tipo de peixe da família dos loricariídeos, Loricaria sp.) \| \| matok \| rato \| (termo genérico) \| \| matopiri \| piaba \| (certo tipo de peixe da família dos caracídeos, Astyanax spp.) \| \| matʃirop \| taperebá, cajá \| (certo tipo de planta da família das anacardiáceas, Spondias spp.) \| \| mawin \| urucum \| (certo tipo de planta da família das bixáceas, Bixa orellana) \| \| mawo \| urutau \| (certo tipo de ave da família dos caprimulgídeos) \| \| me \| termo genérico dado a várias aves \| \| \| me-kamowa; me-komowa \| mutum \| (certo tipo da ave da família dos cracídeos, Pauxi pauxi) \| \| memem \| termo genérico dado a várias frutas \| \| \| meteʔ \| minhoca \| (certo tipo de animal da família dos anelídeos, Lumbricus sp.) \| \| meteʔ \| verme, lombriga \| \| \| mijak \| queixada \| (certo tipo de animal da família dos taiaçuídeos, Pecari tajacu) \| \| mikop \| paca \| (certo tipo de mamífero da família dos dasiproctídeos, Agouti paca) \| \| mirin \| andorinha \| (certo tipo de ave da família dos hirundinídeos) \| \| mirop \| macaco-cabeludo \| (certo tipo de mamífero da família dos cebídeos) \| \| mirop mirop \| nome dado a abelhas spp. \| \| \| miwat \| jeju sp. \| (certo tipo de peixe, Hoplerythrinus unitaeniatus) \| \| morowaʔ \| certo tipo de fruta comestível, de árvore não classificada \| \| \| morowaʔ \| garça real \| (certo tipo de ave da família dos ciconiídeos, Nycticorax nycticorax sp.) \| \| mot \| certo tipo de anfíbio \| (Leptodactylus fuscus) \| \| mowa \| piquiá, pequi \| (certo tipo de planta da família das cariocaráceas, Caryocar villosum) \| \| mowaw \| moxiua \| (certo tipo de inseto) \| \| momo)m) \| pato-do-mato \| (certo tipo de ave da família dos anatídeos) \| \| nai̯ŋ nai̯ŋ \| peixe-cachorro \| (certo tipo de peixe da família dos caracídeos, Hydrolycus spp.) \| \| nakot-nakot \| coridora \| (certo tipo de peixe Corydoras spp.) \| \| nanʔ \| murumuru \| (certo tipo de planta da família das arecáceas, Astrocaryum murumuru) \| \| naran \| breu \| (certo tipo de planta da família das burseráceas, Protium heptaphyllum) \| \| naran \| turi \| (certo tipo de planta da família das rosáceas, Licania turiuva) \| \| narawoʔ \| formiga-de-fogo \| (certo tipo de inseto da família dos formicídeos, Solenopsis spp.) \| \| naropin \| cobra-cega \| (certo tipo de réptil ofídio, Amphisbaena alba) \| \| natʃoʔ \| bodó \| (certo tipo de peixe, Hypostomus sp.) \| \| nawʔ \| morcego \| (certo tipo de animal da família dos cetáceos) \| \| nawʔ \| uxi \| (certo tipo de planta da família das humiriáceas, Endopleura uchi) \| \| nene kahwerei̯ŋ \| biguá \| (certo tipo de ave da família dos anhingídeos) \| \| nim \| jacundá \| (certo tipo de peixe da família dos ciclídeos, Crenicichla spp.) \| \| niwi; nowi \| poraquê \| (certo tipo de peixe da família dos caracídeos, Electrophorus electricus) \| \| nomonʔ \| nome dado a abelhas spp. \| \| \| non \| abacaxi \| (certo tipo de planta da família das bromeliáceas, Ananas comosus) \| \| nopi \| certo tipo de mel de abelha \| \| \| ʔoʔ \| cuia-de-macaco \| (certo tipo de planta da família das lecitidáceas, Couroupita guianensis) \| \| ʔomeji \| peixe-cachorro, cachorrinho \| (certo tipo de peixe da família dos caracídeos, Acestrorhynchus spp., Rhaphiodon spp.) \| \| ʔopik; pik \| tamanduá-colete \| (certo tipo de mamífero da família dos mimercofagídeos, Tamandua tetradactyla) \| \| ʔoram; waram \| coatá \| (certo tipo de mamífero da família dos atelídeos, Ateles paniscus) \| \| ʔorem; werem \| guariba \| (certo tipo de mamífero da família dos atelídeos, Alouatta guariba) \| \| ʔoro-ʔeo-ʔoro-ʔeo; mereʔ \| maracanã \| (certo tipo de ave da família dos psitacídeos) \| \| ʔorokahyʔ \| nome dado ao mel de abelha \| \| \| ʔorokakawʔ \| certo tipo de lagarta comestível \| \| \| ʔorokajiwa \| certo tipo de lagarta comestível que dá em palmeira (buriti) \| \| \| ʔorokaʃima \| certo tipo de lagarta comestível que dá em palmeira (babaçu) \| \| \| ʔoro kip \| paxiúba-barriguda \| (certo tipo de planta da família das arecáceas) \| \| ʔoro-kitaʔ \| samaúma \| (certo tipo de planta da família das bombacáceas, Ceiba pentandra) \| \| ʔoro-kohy \| cedro \| (certo tipo de planta da família das meliáceas, Cedrela sp.) \| \| ʔorokopeʔ \| certo tipo de lagarta comestível \| \| \| ʔoro-makanʔ \| certo tipo de ave da família dos psitacídeos \| (Ara ararauna) \| \| ʔoromijak \| cão \| (certo tipo de mamífero da família dos canídeos, Canis lupus) \| \| ʔoro ʔoro; mamop; wawʔ-tʃok; wøro-wøro \| zogue-zogue \| (certo tipo de animal da família dos cebídeos, Callicebus moloch moloch) \| \| ʔorop \| jenipapo \| (certo tipo de planta da família das rubiáceas, Genipa americana). \| \| ʔoro patahoʔ; watahoʔ \| pomba \| (certo tipo de ave da família dos columbídeos, Columba subvinacea sp.) \| \| ʔoro papat; ʔoro-pitʃaʔ \| aranha \| (artrópode aracnídeo da família dos araneídeos) \| \| ʔoro patʃi \| certo tipo de cogumelo comestível \| \| \| ʔoro pirip \| acariquara \| (certo tipo de planta da família das olacáceas, Minquartia guianensis) \| \| ʔoro-roi̯ŋ \| cachorro-do-mato \| (certo tipo de mamífero da família dos canídeos, Cerdocyon thous) \| \| ʔoro tyntyn \| acará-trovão \| (certo tipo de peixe, Satanoperca jurupari) \| \| ʔoro tʃijan \| sabiá \| (certo tipo de ave da família dos turdídeos, Turdus albicollis) \| \| ʔoro tʃimʔ \| bico-de-brasa \| (certo tipo de ave da família dos buconídeos) \| \| ʔoro tʃok \| mamui \| (certo tipo de planta da família das caricáceas, Carica microcarpa) \| \| ʔorowaji \| pium \| (certo tipo de inseto da família dos simulídeos) \| \| ʔotʃe \| cupuaçu \| (certo tipo de planta da família das esterculiáceas, Theobroma grandiflorum) \| \| ʔowiʔ \| anu-comum \| (certo tipo de ave da família do cuculídeos) \| \| paʔ ʃokwa \| jutaí, jatobá \| (certo tipo de planta da família das cesalpiniáceas, Hymenaea sp.) \| \| pahynʔ \| nome dado a abelhas spp. \| \| \| pakatamaj \| galo-da-campina \| (certo tipo de ave da família dos fringilídeos, Paroaria gularis) \| \| pana \| árvore \| (termo genérico) \| \| panaji korowan \| pau-de-óleo \| (certo tipo de planta da família das cesalpiniáceas, Copaifera langsdorffii) \| \| panaji rowan \| angelim \| (certo tipo de planta da família das mimosoídeas, Dinizia excelsa sp.) \| \| panaji temem \| muçurana \| (certo tipo de réptil ofídio, Clelia clelia) \| \| panaji tirikoʔ \| pinto-do-mato \| (certo tipo de ave da família dos formicarídeos, Formicarius colma) \| \| panatʃikon kotem \| nome dado a abelhas spp. \| \| \| panatʃikon mirin \| nome dado a uma espécie de árvore \| \| \| papa \| arraia \| (certo tipo de peixe da família dos potamotrigonídeos) \| \| papa-wajo \| cobra-papagaio \| (certo tipo de réptil ofídio da família dos boídeos, Corallus caninus) \| \| parako \| anu-coroca \| (certo tipo de ave da família dos cuculídeos) \| \| parananam \| biribá \| (certo tipo de planta da família das anonáceas, de natureza comestível, Rollinia mucosa) \| \| parapawʔ \| certo tipo de ave da família dos trogonídeos \| (Trogon spp.) \| \| pararaʔ; tararaʔ \| pavãozinho \| (certo tipo de ave da família dos fasianídeos) \| \| parara \| certo tipo de fruta comestível, de árvore não classificada \| \| \| parawan \| graúna \| (certo tipo de ave da família dos icterídeos, Gnorimopsar chopi) \| \| parawom \| juriti \| (certo tipo de ave da família dos columbídeos) \| \| paririʔ \| certo tipo de ave da família dos acipitrídeos \| (Elanoides forficatus) \| \| pariri \| tesourinha \| (certo tipo de aves da família dos apodídeos, Tachornis squamata) \| \| patʃamʔ; pitʃamʔ \| pica-pau \| (certo tipo de ave da família dos picídeos) \| \| perekeke; pirikiki \| certo tipo de ave da família dos picídeos \| (Melanerpes cruentatus) \| \| pererem \| certo tipo de anfíbio comestível \| (Hyla sp.) \| \| perepere totoroʔ \| nome dado a abelhas spp. \| \| \| piʔawʔ; tohojan \| matrinxã, jatuarana \| (certo tipo de peixe da família dos caracídeos, Brycon spp.) \| \| pijam-ʔojam \| raposa \| (certo tipo de mamífero da família dos canídeos) \| \| pijiman \| tamanduá-bandeira \| (certo tipo de mamífero da família dos mimercofagídeos, Myrmecophaga tridactyla) \| \| pijipiji \| jandaia \| (certo tipo de ave da família dos psitacídeos, Aratinga sp.) \| \| pijoʔ \| beija-flor \| (certo tipo de ave da família dos troquilídeos) \| \| pik \| seringueira \| (certo tipo de planta da família das euforbiáceas, Hevea brasiliensis) \| \| pikot \| tatu-quinze-quilos \| (certo tipo de mamífero da família dos dasipodídeos, Dasypus kappleri) \| \| pinat \| certo tipo de fruta comestível, de árvore não classificada \| \| \| piramʔ \| esquilo \| (certo tipo de mamífero da família dos ciurídeos) \| \| pirarara \| pirarara \| (certo tipo de peixe, Phractocephalus hemeliopterus) \| \| piripi \| capim-santo \| (certo tipo de planta da família das ciperáceas, Cymbopogon sp.) \| \| piro-pe; witʃikon-ʔopik \| tamanduaí \| (certo tipo de mamífero da família dos mimercofagídeos, Cyclopes didactylus) \| \| pita \| piranha \| (certo tipo de peixe carnívoros da família dos caracídeos) \| \| pitop \| cuandu \| (certo tipo de mamífero da família dos eretizontídeos, Coendou prehensilis) \| \| pitʃi \| mutuca \| (certo tipo de inseto da família dos tabanídeos) \| \| piwʔ \| pau-d'arco \| (certo tipo de planta da família das bignoniáceas, Tabebuia avellanedae) \| \| piwa \| cutia \| (certo tipo de animal mamífero da família dos dasiproctídeos, Dasyprocta fuliginosa) \| \| piwan-piwan \| caranguejeira \| (aranha grande, aveludada, de picada dolorosa, que não tece teia, da família dos terafosídeos, Avicularia spp.) \| \| ripo-wajam \| bico-vermelho \| (certo tipo de ave da família dos fringilídeos, Pitylus grossus) \| \| taʔ piriʔ \| nome dado a abelhas spp. \| \| \| tahot tokwe \| macucu \| (certo tipo de planta da família das cesalpiniáceas, Aldina heterophylla) \| \| takat \| massaranduba \| (certo tipo de planta da família das sapotáceas, Manilkara sp.) \| \| takaw \| cará \| (termo genérico) \| \| tam \| inhambu-pixuna \| (certo tipo de ave da família dos tinamídeos, Crypturellus cinereus) \| \| tamatan \| batata-doce \| (certo tipo de planta da família das convolvuláceas, Ipomoea batatas) \| \| tantan \| urtiga \| (certo tipo de planta da família das urticáceas, Urtica sp.) \| \| tantan-kahwerei̯ŋ \| lagartixa \| (certo tipo de réptil da família dos geconídeos) \| \| tapan \| saui \| (certo tipo de animal da família dos calitriquídeos) \| \| tarakom \| paxiubinha, jupati \| (certo tipo de planta da família das arecáceas, Raphia vinifera) \| \| tarakom \| bambu \| (certo tipo de planta da família das gramíneas, Bambusa sp.) \| \| taramin \| arara vermelha \| (certo tipo de ave da família dos psitacídeos, Ara macao) \| \| tarawan \| patauá \| (certo tipo de planta da família das arecáceas, Oenocarpus bataua) \| \| tarawan; tarawanaʃiʔ \| fígado \| (gente ou animal) \| \| tatarana \| inharé, pama \| (certo tipo de planta da família das moráceas, Brosimum sp.) \| \| tatawʔ \| enviras spp. \| (nome dado a várias espécies de plantas da família das anonáceas) \| \| tatorem \| jurubeba \| (certo tipo de planta da família das solanáceas, Solanum paniculatum) \| \| tawatiʔ; towatʃiʔ \| fruta de uricuri \| (certo tipo de planta da família das arecáceas, Attalea spp.) \| \| tawiʔ; tʃikerew \| tincoã \| (certo de tipo de ave da família dos cuculídeos) \| \| tawit \| cipó-ambé \| (certo tipo de planta da família das aráceas, Philodendron sp.) \| \| teme; tome \| saraçá, formiga-pescadora \| (certo tipo de inseto da família dos formicídeos) \| \| tememʔ \| pupunha \| (certo tipo de planta da família das arecáceas, Bactris gasipaes) \| \| terereʔ \| borboleta \| (certo tipo de inseto lepidópteros diurnos, de quatro asas membranosas, e cujas larvas não tecem casulos) \| \| tetete \| paquinha \| (certo tipo de inseto ortóptero da família dos grilídeos, Gryllotalpa sp.) \| \| tew tew \| cauré \| (certo tipo de ave da família dos falconídeos, Falco rufigularis) \| \| tikipan \| tatu-canastra \| (certo tipo de mamífero da família dos dasipodídeos, Priodontes maximus) \| \| tikirat \| certo tipo de anfíbio comestível \| (Hyla lanciformis) \| \| tikwyt-ninimʔ \| tatu-de-rabo-mole \| (certo tipo de mamífero da família dos dasipodídeos) \| \| toʔ \| camereira \| (designação vulgar de plantas herbáceas da família das asteráceas, Andryala sp.) \| \| to \| cuia \| (certo tipo de planta da família das bignoniáceas, Crescentia cujete) \| \| tohojaj; tojaj \| jandiá \| (certo tipo de peixe da família dos pimelodídeos, Leiarius sp., Rhamdia sp.) \| \| tohoroʔ \| barata \| (certo tipo de inseto da família dos blatídeos) \| \| tohwaraʔ \| mosca \| (certo tipo de insetos dípteros da família dos taquinídeos) \| \| toi̯ŋ \| nome dado a abelhas spp. \| \| \| tokoi̯ŋ \| besouro-de-chifre, broca \| (certo tipo de inseto, Lucanus cervus) \| \| tokojonʔ \| cigarra \| (certo tipo de inseto homópteros da família dos cicadídeos) \| \| tokon matʃiram \| feijão \| (certo tipo de planta da família das papilionoídes, Phaseolus vulgaris) \| \| tokon-tʃina \| dançador spp. \| (certo tipo de ave da família dos piprídeos, Chiroxiphia caudata) \| \| tokon-wanaran \| sacaibóia \| (certo tipo de réptil ofídio, Chironius carinatus) \| \| tokotʃi pikot \| tatucaba “dói muito” \| (certo tipo de inseto da família dos vespídeos, Synoeca cyanea) \| \| tokwan mi \| lacraia, centopéia \| (artrópode miriápode peçonhento, da família dos escolopendrídeos, Scolopendra spp.) \| \| tokwe; tokwajy \| castanha-do-pará \| (certo tipo de planta da família das lecitidáceas, Bertholletia excelsa) \| \| tokwi kom \| arapari \| (certo tipo de planta da família das cesalpiniáceas, Macrolobium acaciifolium) \| \| tomin \| jacundás spp. \| (certo tipo de peixe da família dos ciclídeos, Crenicichla) \| \| tona \| macucau \| (certo tipo de ave da família dos tinamídeos, Crypturellus undulatus yapura) \| \| tonai̯ŋ; totonai̯ŋ \| jararaca \| (certo tipo de réptil ofídio da família dos viperídeos, Bothrops sp.) \| \| tonoi̯ŋ \| nome dado a capim, arroz \| \| \| tonononʔ \| corujinha orelhuda \| (certo tipo de ave da família dos estrigídeos, Otus watsonii) \| \| tononon \| lagarta-de-fogo \| (certo tipo de inseto da família dos megalopígideos, Podalia sp.) \| \| ton-tʃokwa \| inajá \| (certo tipo de planta da família das arecáceas, Maximiliana maripa) \| \| topitak \| tocandira \| (certo tipo de inseto da família dos formicídeos) \| \| topitopi \| taxi \| (certo tipo de inseto da família dos formicídeos) \| \| torokakan \| nome dado a abelhas spp. \| \| \| toropan \| certo tipo de rato da família dos murídeos \| (Oecomys paricola sp.) \| \| torotoro \| rato-toró \| (certo tipo de animal da família dos murídeos) \| \| tot \| caburé \| (coruja pequena da família dos estrigídeos, Glaucidium brasilianum) \| \| totok-wik \| sanguessuga \| (certo tipo de animal da família dos anelídeos, Haementeria ghilianii) \| \| toto pitik \| roxinho \| (certo tipo de planta da família das cesalpiniáceas, Peltogyne sp.) \| \| tot tot \| gaviões sp. \| (nome dado a certo tipo de gavião) \| \| totowaji \| tapiucaba \| (certo tipo de insetos da família dos vespídeos, Polybia dimidiata) \| \| totʃik \| lambe-olhos \| (certo tipo de inseto da família dos meliponídeos, Leurotrigona muelleri) \| \| totʃokwa \| louro \| (certo tipo de planta da família das lauráceas, Laurus nobilis) \| \| towa \| quelônio \| (certo tipo de réptil terrestre e aquático com carapaça óssea que serve para proteção do animal) \| \| towa \| caucho \| (certo tipo de planta da família das moráceas, Castilla sp.) \| \| towa-kat \| piabão \| (certo tipo de peixe da família dos caracídeos e mede 10 cms, Bryconops sp.) \| \| towa-kynykynyʔ \| matá-matá \| (certo tipo de réptil da família dos chelídeos, Chelus fimbriatus) \| \| towan \| murici, muruci \| (certo tipo de planta da família das malpighiáceas, Byrsonima sp.) \| \| towa pakawʔ \| formiga saca-saia “morde” \| (certo tipo de inseto da família dos formicídeos) \| \| towa-pakawʔ \| formiga-de-correição \| (certo tipo de inseto, Dorylus sp.) \| \| towarawʔ \| papagaio \| (certo tipo de ave da família dos psitacídeos) \| \| towaram \| certo tipo de anfíbio comestível \| (Leptodactylus sp.) \| \| towi \| sururina \| (certo tipo de ave da família dos tinamídeos, Crypturellus soui) \| \| towin \| maitaca \| (certo tipo de ave da família dos psitacídeos) \| \| tyhyry \| arumã \| (certo tipo de planta da família das marantáceas, Ischnosiphon spp.) \| \| tyky-tʃokwa; totʃokwa \| cumaru \| (certo tipo de planta da família das papilionoídeas, Dipteryx odorata) \| \| tytaka \| cabas spp. \| (nome dado a várias espécies de cabas) \| \| tytyry; tʃytʃyry \| mucuim \| (ácaro cuja picada provoca forte coceira da família dos trombiculídeos, Eutrombicula sp.) \| \| tjowem-tjowem \| libélula \| (certo tipo de inseto, Sympetrum fonscolombii sp.) \| \| tʃai̯ŋ \| martim-pescador \| (certo tipo de ave da família dos alcedinídeos) \| \| tʃaji-tʃaji \| pimenta “ardorosa” \| (certo tipo de planta da família das solanáceas, Capsicum sp.) \| \| tʃak-tawi \| irara \| (certo tipo de animal da família dos mustelídeos, Eira barbara) \| \| tʃak-waʔ \| nome dado a abelhas spp. \| \| \| tʃaʃa \| sarapó \| (certo tipo de peixe da família dos caracídeos, Gymnotus carapo) \| \| tʃatʃaʔ ʔyʔ \| periquito \| (certo tipo de ave da família dos psitacídeos, Pyrrhura sp.) \| \| tʃaʃaw \| lagartas spp. \| (nome dado a várias espécies de lagartas) \| \| tʃija kon \| bacuris spp. \| (nome dado a várias espécies de planta da família das clusiáceas, Platonia insignis sp.) \| \| tʃikwin; ʃikwin \| traíra \| (certo tipo de peixe da família dos caracídeos, Hoplias sp.) \| \| tʃik tipan \| lobo-guará \| (certo tipo de mamífero da família dos canídeos, Chrysocyon brachyurus) \| \| tʃikon-horok \| patinho \| (certo tipo de ave da família dos tiranídeos, Platyrinchus spp.) \| \| tʃiminoi̯ŋ \| tuturobá, cutitiribá \| (certo tipo de planta da família das sapotáceas, Lucuma rivicoa) \| \| tʃipai̯ŋ tʃirim \| itaúba \| (certo tipo de planta da família das lauráceas, Ocotea megaphylla) \| \| tʃipai̯ŋ tʃirim metʃem metʃem \| itaúba-preta \| (certo tipo de planta da família das lauráceas, Mezilaurus itauba) \| \| tʃin-toʔ \| nome dado a abelhas spp. \| \| \| tʃin-tʃihoʔ \| nome dado a abelhas spp. \| \| \| tʃirikoʔ \| saracura \| (certo tipo de ave da família dos ralídeos) \| \| tʃitʃim \| maruim \| (certo tipo de inseto da família dos ceratopogonídeos) \| \| tʃominʔ \| bicho-preguiça \| (certo tipo de mamífero da família dos bradipodídeos) \| \| tʃom-tot-kamiʔ \| goiaba-de-anta \| (certo tipo de planta da família das melastomatáceas, Bellucia grossularioides) \| \| tʃopik \| nome dado a abelhas spp. \| \| \| tʃotʃori \| corujinha-do-mato \| (certo tipo de ave da família dos estrigídeos, Otus choliba) \| \| tʃori papak \| certo tipo de ave da família dos trogloditídeos \| (Troglodytes aedon) \| \| tʃorotʃoi̯ŋ \| nome dado a abelhas spp. \| \| \| tʃykyʔ \| pomba \| (certo tipo de ave da família dos columbídeos) \| \| tʃyʃy \| jupará \| (certo tipo de animal da família dos procinídeos, Potos flavus) \| \| wajo-wiwiwʔ \| certo tipo de ave da família dos acipitrídeos \| (Harpia harpyja) \| \| wakaʔ \| socó-boi \| (certo tipo de ave da família dos ardeídeos, Tigrisoma lineatum) \| \| wakwak \| certo tipo de anfíbio \| (Leptodactylus sp.) \| \| wam \| jeju sp. \| (certo tipo de peixe Erythrinus sp.) \| \| wan \| girino \| (certo tipo de larva de anuros, caudados e apodes, Rana rugosa sp.) \| \| wanaran \| certo tipo de ave da família dos tinamídeos \| (Tinamus sp.) \| \| wawʔ \| nome dado a cesto feito com talo de tucumã \| \| \| wara katin \| mãe-de-porco \| (certo tipo de ave da família dos cuculídeos) \| \| warawʔ \| certo tipo de cogumelo comestível \| \| \| watakaʔ watakaʔ \| aracuã \| (certo tipo de ave da família dos cracídeos) \| \| watawʔ \| certo tipo de anfíbio comestível \| (Hyla boans) \| \| watʃik \| mucura \| (certo tipo de marsupial da família dos didelfídeos, Didelphis sp.) \| \| watʃikam \| ingá \| (certo tipo de planta da família das mimosoídeas, Inga sp.) \| \| wawʔ \| tucumã \| (certo tipo de planta da família das arecáceas, Astrocaryum aculeatum) \| \| waw tʃok \| certo tipo de ave da família dos trogonídeos \| (Pharomachrus sp.) \| \| wetek \| certo tipo de anfíbio comestível \| (Osteocephalus taurinus) \| \| wet wet \| jaçanã \| (certo tipo de ave da família dos jacanídeos, Jacana jacana sp.) \| \| wewere \| jandaíra \| (certo tipo de inseto da família dos meliponídeos, Melipona subnitida) \| \| wewerem \| imbaúba \| (certo tipo de planta da família das moráceas, Cecropia sp.) \| \| wi; witaʃiʔ \| esteira \| (de palha aricuri) \| \| wi \| nome dado as abelhas e cabas sobrevoando a alguém \| \| \| wijimai̯ŋ me \| bem-te-vi \| (certo tipo de ave da família dos tiranídeos, Pitangus sulphuratus) \| \| wikawʔ \| japiim \| (certo tipo de ave da família dos icterídeos, Cacicus cela sp.) \| \| winakon-mijak \| guarda-floresta \| (certo tipo de ave da família dos formicarídeos) \| \| wino \| caju \| (certo tipo de planta da família das anacardiáceas, Anacardium occidentale) \| \| wiri \| vespa \| (termo genérico) \| \| wiri-kapamʔ \| beijucaba, “forma de prato, não voa de dia vespa-pamonha” \| (certo tipo de inseto da família dos vespídeos, Apoica pallida) \| \| wirin \| formiga sp. \| (nome dado a espécime de formiga) \| \| wito \| cricrió \| (certo tipo de ave da família dos contigídeos) \| \| witʃe \| cupuí \| (certo tipo de planta da família das esterculiáceas, Theobroma subincanum) \| \| witʃikon-ʔopik; piro-pe \| tamanduaí \| (certo tipo de mamífero da família dos mirmecofagídeos, Cyclopes didactylus) \| \| wiwiramʔ, wiwiran \| abelha \| (termo genérico) \| \| ʔyʔ \| tapiu \| (enorme formigueiro arborícola) \| \| ʔyʔ kawʔ ʃiw \| nome dado a uma espécie de formiga \| \| |                                                              | |
| Wari’ (Oro Mon) | Português                                                    | Taxonomia |
| ʔaho-ʔaho; kopakawʔ miʃem miʃem | onça-preta                                                   | (certo tipo de animal da família dos felídeos, Panthera onca)                                                                           |
| ʔaji-man | palha-vermelha, jaci                                         | (certo tipo de planta da família das arecáceas)                                                                                         |
| ʔaji toro | ubim                                                         | (certo tipo de planta da família das arecáceas, Geonoma deversa)                                                                        |
| ʔakaratʃy; karatʃy | catuaba                                                      | (certo tipo de planta da família das bignoniáceas, Erythroxylum catuaba sp.)                                                            |
| ʔan pin; tʃytʃyt | cará, empréstimo do português                                | (certo tipo de planta da família das dioscoreáceas, Dioscorea alata)                                                                    |
| ʔarajei̯ŋ | larva de caba                                                | (nome dado ao primeiro estágio de desenvolvimento das vespas)                                                                           |
| ʔarakome | gavião                                                       | (certo tipo de ave da família dos acipitrídeos)                                                                                         |
| ʔara takawʔ | acará-açu                                                    | (certo tipo de peixe, da família dos ciclídeos, Astronotus spp.)                                                                        |
| ʔaraji | certo tipo de ave da família dos psitacídeos                 | (Ara chloroptera) |
| ʔara-karapaʔ | pacu-caju                                                    | (certo tipo de peixe da família dos caracídeos, Myleus spp.)                                                                            |
| ʔarakon-me | corujão, coruja do mato                                      | (certo tipo de ave da família dos estrigídeos, Pulsatrix perspicillata)                                                                 |
| ʔara meteʔ | certo tipo de réptil ofídio                                  | (Rhinobothryum lentiginosum) |
| ʔara pakyn | tambaqui                                                     | (certo tipo de peixe da família dos caracídeos, Colossoma macropomum)                                                                   |
| ʔara paraʔ | jacaretinga                                                  | (certo tipo de réptil da família dos aligatorídeos, Caiman crocodilus sp.)                                                              |
| ʔara(ra) hop | teju                                                         | (certo tipo de réptil da família dos teiídeos)                                                                                          |
| ʔara-takawʔ | acará-açu                                                    | (certo tipo de peixe, Astronotus ocellatus)                                                                                             |
| ʔara-taramaʔ | pacu grande                                                  | (certo tipo de peixe da família dos caracídeos, Piaractus spp.)                                                                         |
| ʔara-tarawan | surubim                                                      | (certo tipo de peixe, Pseudoplatystoma fasciatum)                                                                                       |
| ʔara-tyky-ʔoʔ | certo tipo de ave da família dos trogloditídeos              | (Cyphorhinus arada) |
| ʔara werei̯ŋ | curimatã                                                     | (certo tipo de peixe da família dos caracídeos, Prochilodus spp.)                                                                       |
| ʔarawi | azulão                                                       | (certo tipo de inseto da família dos ninfalídeos, Morpho laertes)                                                                       |
| ʔarawʔ pawin | maracatiaia                                                  | (certo tipo de planta da família das anacardiáceas, Astronium lecointei)                                                                |
| ʔarym | jacamim                                                      | (certo tipo de ave da família dos ralídeos)                                                                                             |
| ʔatoram; tyryk | juruva                                                       | (certo tipo de ave da família dos momotídeos)                                                                                           |
| ʔatʃinʔ; tʃinʔ | embuá                                                        | (certo tipo de artrópode da família dos diplopódeos)                                                                                    |
| ʔatyn; tʃynʔ | caracol, lesma                                               | (certo tipo de moluscos gastrópodes terrestres, pequenos, de concha fina da família dos helicídeos e limacídeos)                        |
| ʔawʔ he | anhuma                                                       | (certo tipo de ave da família dos anatídeos)                                                                                            |
| ʔawan | porco doméstico                                              | (certo tipo de animal da família dos suídeos)                                                                                           |
| ʔawom; katʃikon-wom | algodão                                                      | (certo tipo de planta da família das malváceas, Gossypium sp.)                                                                          |
| ʔawopaʔ; wapakan, najawʔjajaw, tʃawʔ-tʃawʔ-winai̯ŋ | mandi                                                        | (certo tipo de peixe da família dos pimelodídeos, Pimelodus spp.)                                                                       |
| ʔawy | tucano                                                       | (certo tipo de ave da família dos ranfastídeos)                                                                                         |
| ʔeʔot-ʔeʔot; tapakynʔ | arapaçu                                                      | (certo tipo de ave da família dos furnariídeos)                                                                                         |
| ʔeʔot-ʔeʔot; tapakynʔ | arapaçu                                                      | (certo tipo de ave da família dos furnariídeos)                                                                                         |
| ʔehei̯ŋ | onças                                                        | (onça mitológica) |
| ʔei̯ŋ ʔei̯ŋ | nome dado a uma espécie de sapo                              | |
| ʔei̯ŋ-ʔei̯ŋ | cunauaru                                                     | (certo tipo de anfíbio, Hyla venulosa)                                                                                                  |
| ʔemʔ-tak; ʔemʔ tak | sucuriju “cobra-engolidora”                                  | (certo tipo de réptil ofídio da família dos boídeos, Eunectes murinus)                                                                  |
| haryp-ʔemʔ | jibóia                                                       | (certo tipo de réptil ofídio da família dos boídeos, Boa constrictor)                                                                   |
| hataʔ; kahwataʔ | quati                                                        | (certo tipo de mamífero da família dos procionídeos)                                                                                    |
| hije | gavião                                                       | (certo tipo de ave da família dos acipitrídeos)                                                                                         |
| hima | lagarto                                                      | (termo genérico) |
| hoʔ tokwe | certo tipo de lagarta comestível                             | |
| hoje-hoje; piwaj-piwaj | bauari                                                       | (certo tipo de peixe, Mesonauta sp.) |
| hojhoj | certo tipo de réptil ofídio                                  | (Helicops spp.) |
| hojik; hwijik | cupim                                                        | (certo tipo de inseto, Coptotermes formosanus)                                                                                          |
| hojimon; pijimonʔ | vira-bostas                                                  | (certo tipo de inseto da família dos escarabeídeos, Scarabaeus sacer)                                                                   |
| homa-homaʔ | anujá, cangati                                               | (certo tipo de peixe, Trachycorystes trachycorystes)                                                                                    |
| hop; ʔahop | jacaré                                                       | (certo tipo de réptil da família dos aligatorídeos)                                                                                     |
| horok | uru                                                          | (certo tipo de ave da família dos cracídeos)                                                                                            |
| horokan | certo tipo de ave da família dos psitacídeos                 | (Amazona spp.) |
| horop | paxiúba                                                      | (certo tipo de planta da família das arecáceas, Socratea exorrhiza)                                                                     |
| hwam | peixe                                                        | (termo genérico) |
| hwiji-monʔ | taxi                                                         | (certo tipo de planta da família das cesalpiniáceas, Sclerolobium paniculatum)                                                          |
| ʔiminʔ; minʔ | anta                                                         | (certo tipo de mamífero da família dos tapirídeos, Tapirus terrestris)                                                                  |
| ʔira-ʔira-ʔiwʔ | louva-a-deus                                                 | (certo tipo de inseto da família dos mantídeos)                                                                                         |
| ʔiram | açaí                                                         | (certo tipo de planta da família das arecáceas, Euterpe oleracea)                                                                       |
| ʔiram-ʔiram | peixe-agulha                                                 | (certo tipo de peixe da família dos belonídeos, Strongylura sp.)                                                                        |
| ʔirawʔ | cobra spp.                                                   | (termo genérico para cobras não identificadas)                                                                                          |
| ʔiri kop | macaxeira                                                    | (certo tipo de planta da família das euforbiáceas, Manihot esculenta)                                                                   |
| ʔirimamop; mimop | onça-vermelha                                                | (certo tipo de mamífero da família dos felídeos, Puma concolor)                                                                         |
| ʔiwʔ; wiʃiʔ | piolho                                                       | (certo tipo de inseto parasita de mamíferos e aves, da ordem dos phthiraptera)                                                          |
| jamop | certo tipo de ave da família dos tinamídeos                  | (Tinamus tao) |
| jaw-towaʔ | certo tipo de ave da família dos frangilídeos                | (Icterus chrysocephalus) |
| jei̯ŋ | cogumelo                                                     | (certo tipo de cogumelo comestível da família das agaricáceas, Agaricus sp.)                                                            |
| jei̯ŋ-narawoʔ | certo tipo de cogumelo comestível                            | |
| ji | bacaba                                                       | (certo tipo de planta da família das arecáceas, Oenocarpus bacaba)                                                                      |
| jima jima | nome dado a abelhas sp.                                      | |
| jimai̯ŋ | arabá, coração-de-negro                                      | (certo tipo de planta da família das papilionoídeas, Prunus sphaerocarpa)                                                               |
| jip-piran | réptil sp.                                                   | (certo tipo de réptil ofídio da família dos boídeos, Epicrates cenchria)                                                                |
| jop | ave sp.                                                      | (certo tipo de ave da família dos frangilídeos, Thraupis episcopus)                                                                     |
| jorijori; ʔorotapan | marrecas spp.                                                | (certo tipo de ave da família dos anatídeos)                                                                                            |
| jowaw-ʔo; waho | ipequi                                                       | (certo tipo de ave da família dos ralídeos, Heliornis fulica)                                                                           |
| jowin | macaco-prego                                                 | (certo tipo de animal da família dos cebídeos, Cebus apella)                                                                            |
| jypaʔ | nome dado a abelhas spp.                                     | |
| kahaw | boto                                                         | (certo tipo de animal mamífero da família dos delfinídeos, Delphinus delphis sp.)                                                       |
| kahyry; kwiwoʔ | flecha de pupunha, aguda                                     | |
| kahowe | camarão                                                      | (nome comum a vários crustáceos decápodes)                                                                                              |
| kahowip | certo tipo de fruta comestível, de árvore não classificada   | |
| kaj ʔemʔ | cobra-de-duas-cabeças                                        | (certo tipo de réptil ofídio, Amphisbaena fuliginosa)                                                                                   |
| kaje hyma | tamaquaré                                                    | (certo tipo de réptil Uranoscodon superciliosus)                                                                                        |
| kajikapam | beiju                                                        | (certo tipo de produto da mandioca) |
| kajipi | jacitara                                                     | (certo tipo de planta da família das arecáceas, Desmoncus sp.)                                                                          |
| kajipi | cubiu “espinho”                                              | (certo tipo de planta da família das solanáceas, Solanum sessiliflorum)                                                                 |
| kajitawi | cana-de-açúcar                                               | (certo tipo de planta da família das gramíneas, Saccharum officinarum)                                                                  |
| kajitʃe | tabaco “não é da cultura”                                    | (certo tipo de planta da família das solanáceas, Nicotiana tabacum)                                                                     |
| kajiʃiri; ʃiri | sororoca/banana                                              | (certo tipo de planta da família das musáceas, Musa spp.)                                                                               |
| kajitʃytʃyk | samambaias                                                   | (certo tipo de planta da família das polipodiáceas, Nephrolepis, Polypodium)                                                            |
| kajiwa | buriti                                                       | (certo tipo de planta da família das arecáceas, Mauritia flexuosa)                                                                      |
| kajiwiri | mamangaba                                                    | (certo tipo de inseto da família dos bombídeos, Bombus hypnorum)                                                                        |
| kakiri | carapanaúba                                                  | (certo tipo de planta da família das apocináceas, Aspidosperma nitidum)                                                                 |
| kamak | pipira-parda                                                 | (certo tipo de ave da família dos fringilídeos, Lanio fulvus)                                                                           |
| kamakarai̯ŋ | certo tipo de fruta comestível, de árvore não classificada   | |
| kame | capivara                                                     | (certo tipo de mamífero da família dos caviídeos, Hydrochoerus hydrochaeris)                                                            |
| kamerem | tauari                                                       | (certo tipo de planta da família das lecitidáceas, Couratari sp.)                                                                       |
| kamo | jacu                                                         | (certo tipo de ave da família dos cracídeos)                                                                                            |
| kan | gafanhoto                                                    | (certo tipo de inseto ortóptero, daninho)                                                                                               |
| kanym | cacau                                                        | (certo tipo de planta da família das esterculiáceas, Theobroma cacao)                                                                   |
| kanym piropeʔ | cacaurana, cacauí                                            | (certo tipo de planta da família das esterculiáceas, Theobroma bicolor)                                                                 |
| kapatak; kapitak | araçari spp.                                                 | (certo tipo de ave da família dos ranfastídeos)                                                                                         |
| kapit | pipira, tiê-fogo                                             | (certo tipo de ave da família dos traupídeos, Ramphocelus carbo)                                                                        |
| karaʔ; mam-kykyn, torotʃokomyʔ | japu                                                         | (certo tipo de ave da família dos fringilídeos, Psarocolius sp.)                                                                        |
| karajinai̯ŋ kom | musgos                                                       | (certo tipo de vegetal briófita) |
| karan | saúva                                                        | (certo tipo de inseto comestível da família dos formicídeos, Atta spp.)                                                                 |
| karapakan | sucuúba                                                      | (certo tipo de planta da família das apocináceas, Himatanthus sucuuba)                                                                  |
| karapakan | tururi                                                       | (certo tipo de planta da família das moráceas e cecropiáceas)                                                                           |
| karapa-karapa-winakon | caninana                                                     | (certo tipo de réptil ofídio, Spilotes pullatus)                                                                                        |
| karatʃik | cascavel                                                     | (certo tipo de réptil ofídio da família dos viperídeos, Crotalus durissus sp.)                                                          |
| karatʃik | surucucu                                                     | (certo tipo de réptil ofídio da família dos viperídeos, Lachesis muta)                                                                  |
| karatot | daquiru, bacu, reque-reque                                   | (certo tipo de peixe da família dos doradídeos, Platydoras spp.)                                                                        |
| karatokwe | vagalume                                                     | (certo tipo de inseto das famílias dos lampirídeos e elaterídeos, Lampyris sp.)                                                         |
| karatokwe; mowa | timbó                                                        | (certo tipo de planta da família das papilionoídes, Enterolobium timbouva)                                                              |
| katatʃik | caititu                                                      | (certo tipo de mamífero da família dos taiaçuídeos, Tayassu pecari)                                                                     |
| katʃikon (ʔo)piʔ | pulga                                                        | (certo tipo de inseto parasita externo que se alimenta de sangue de mamíferos e aves, de ordem sifonápteros e ápteros, Tunga penetrans) |
| katʃikon kopakawʔ | gato-maracajá                                                | (certo tipo de animal da família dos felídeos, Leopardus wiedii)                                                                        |
| katʃikon toroi̯ŋ | certo tipo de anfíbio                                        | (Pipa pipa) |
| katʃima | ariramba                                                     | (certo tipo de ave da família dos galbulídeos, Ceryle torquata)                                                                         |
| katʃima | babaçu                                                       | (certo tipo de planta da família das arecáceas, Orbignya phalerata)                                                                     |
| katʃinʔ | carrapato                                                    | (animal acarino parasito da família dos ixodídeos e argasídeos)                                                                         |
| katʃin | pássaro mitológico                                           | (certo tipo de ave da família dos cuculídeos, Tapera naevia)                                                                            |
| kawʔ mon | grilos                                                       | (certo tipo de inseto ortópteros da família dos grilídeos)                                                                              |
| kawaja; kawija | ariranha                                                     | (certo tipo de mamífero da família dos mustelídeos, Pteronura brasiliensis)                                                             |
| kawakawa | cobra-cipó                                                   | (certo tipo de réptil ofídio, Xenoxybelis argenteus)                                                                                    |
| kawawʔ | garça                                                        | (certo tipo de ave da família dos ardeídeos)                                                                                            |
| kawawaʔ | tiririca                                                     | (certo tipo de planta da família das ciperáceas, Cyperus rotundus ou Cyperus olivaris)                                                  |
| kawija moromen; moromen | lontrinha                                                    | (certo tipo de animal da família dos mustelídeos)                                                                                       |
| kawik | marianita                                                    | (certo tipo de ave da família dos psitacídeos)                                                                                          |
| kaw taraʔ | piabas spp.                                                  | (certo tipo de peixe da família dos caracídeos)                                                                                         |
| kaw tʃaw | sorva                                                        | (certo tipo de planta da família das apocináceas, Couma utilis)                                                                         |
| kiwʔ | tamboatá, coridora                                           | (certo tipo de peixe Hoplosternum littorale)                                                                                            |
| koʔ-ʔajiʔ | corujas spp.                                                 | (termo genérico) |
| koʔ-jok | acarás spp.                                                  | (nome dado a vários tipos de acará pequeno)                                                                                             |
| koʔyt | maçarico                                                     | (certo tipo de ave da família dos caradriídeos)                                                                                         |
| koheʔ | certo tipo de ave da família dos falconídeos                 | (Daptrius ater) |
| kojam | inambus spp.                                                 | (certo tipo de ave da família dos tinamídeos)                                                                                           |
| kojo-kojo | cuiú-cuiú                                                    | (certo tipo de peixe, Oxydoras niger sp.)                                                                                               |
| koka | certo tipo de peixe da família dos caracídeos                | (Jupiaba abramoides) |
| kokorop; pakorop | aracus                                                       | (certo tipo de peixe da família dos caracídeos, Leporinus spp.)                                                                         |
| kok taʔ | acará-pintado                                                | (certo tipo de peixe, Heros sp.) |
| kok-taraho | galinha                                                      | (certo tipo de ave da família dos fasianídeos, Gallus gallus domesticus)                                                                |
| komem | veado-do-campo                                               | (certo tipo de mamífero da família dos cervídeos, Ozotoceros bezoarticus)                                                               |
| kop; ʔakop | mandioca                                                     | (certo tipo de planta da família das euforbiáceas, Manihot esculenta)                                                                   |
| kopakawʔ | onça pintada                                                 | (certo tipo de mamífero da família dos felídeos, Panthera onca)                                                                         |
| koparak | uruçu                                                        | (certo tipo de inseto da família dos meliponídeos, Melipona sp.)                                                                        |
| koraj | aninga                                                       | (certo tipo de planta da família das aráceas, Montrichardia arborescens)                                                                |
| koro jei̯ŋ | certo tipo de cogumelo comestível                            | |
| korokon; korokoroton | corocoró                                                     | (certo tipo de ave da família dos ciconiídeos)                                                                                          |
| korowana | inhambu-anhangá                                              | (certo tipo de ave da família dos tinamídeos, Crypturellus variegatus)                                                                  |
| kotb8ywʔ | cubiu, charuto “empréstimo do português”                     | (certo tipo de peixe da família dos caracídeos, Triportheus spp.)                                                                       |
| kotem | nome dado a abelhas spp.                                     | |
| kotene-hwam | piraíba, filhote “peixe-grande”                              | (certo tipo de peixe, Brachyplathystoma filamentosum)                                                                                   |
| kotene-topak | mandubé                                                      | (certo tipo de peixe da família dos ageneiosídeos, Ageneiosus spp.)                                                                     |
| kotowaʔ; tʃak-topiʔ | veado                                                        | (certo tipo de animal da família dos cervídeos)                                                                                         |
| kotʃai̯ŋ | cigana                                                       | (certo tipo de ave da família dos opistocomídeos, Opisthocomus hoazin)                                                                  |
| kotʃew | macaco-de-cheiro                                             | (certo tipo de mamíferos da família dos cebídeos, Saimiri sciureus)                                                                     |
| kotʃyt; kytʃyt | rolinha                                                      | (certo tipo de ave da família dos columbídeos)                                                                                          |
| kowewʔ | urubu-rei                                                    | (certo tipo de ave da família dos ciconiídeos, Sarcoramphus papa)                                                                       |
| kowoʔ | certo tipo de anfíbio comestível                             | (Leptodactylus sp.) |
| kykyryk | periquito                                                    | (certo tipo de ave da família dos psitacídeos, Melopsittacus undulatus)                                                                 |
| kykyryp; kykyrypiʃiʔ | certo tipo de lagarta comestível                             | |
| kynʔ | ripeiro, cachimbeira                                         | (certo tipo de planta da família das lecitidáceas, Cariniana estrellensis); sal                                                         |
| kyn | escorpião                                                    | (nome comum a aracnídeos escorpionídeos, Euscorpius flavicaudis)                                                                        |
| kyryry | inhambu-relógio                                              | (certo tipo de ave da família dos tinamídeos, Crypturellus strigulosus)                                                                 |
| kyt-ʔat | nome dado a abelhas spp.                                     | |
| kyt-kyt-pitʃawʔ | certo tipo de pica-pau, da família dos picídeos              | |
| kwam | larva de mosca                                               | (Dermatobia hominis) |
| kwaraʔ; kwariʔ | tatu-galinha                                                 | (certo tipo de animal da família dos dasipodídeos, Dasypus novemcinctus)                                                                |
| kwaran | marajá sp.                                                   | (certo tipo de planta da família das arecáceas)                                                                                         |
| kwerei̯ŋ kwerei̯ŋ | certo tipo de réptil da família dos tropidurídeos            | (Plica plica) |
| maho | urubu                                                        | (certo tipo de ave da família dos ciconiídeos)                                                                                          |
| mahomip; makomip | muçum                                                        | (certo tipo de peixe da família dos sinbranquídeos, Synbranchus marmoratus)                                                             |
| majiwawʔ; mojowawʔ | cobra-coral                                                  | (certo tipo de réptil ofídio da família dos elapídeos, Micrurus sp.)                                                                    |
| majowaw-majowaw | aracu-pinima                                                 | (certo tipo de peixe, Leporinus fasciatus)                                                                                              |
| makajo | certo tipo de anfíbio                                        | (Leptodactylus sp.) |
| makaraw | copaíba                                                      | (certo tipo de planta da família das cesalpiniáceas, Copaifera sp.)                                                                     |
| makawaw | acauã                                                        | (certo tipo de ave da família dos falconídeos, Herpetotheres cachinnans)                                                                |
| makiri-kon-me | cipó-titica                                                  | (certo tipo de planta da família das aráceas, Heteropsis flexuosa)                                                                      |
| makojam | mamão                                                        | (certo tipo de planta da família das caricáceas, Carica papaya)                                                                         |
| mako-miʔ | variedades de bananas, pacova                                | (nome dado a várias espécies de bananas, Musa spp.)                                                                                     |
| makon | liana                                                        | (termo genérico para as plantas trepadeiras)                                                                                            |
| makorawʔ | bacurau                                                      | (certo tipo de ave da família dos caprimulgídeos)                                                                                       |
| makyʔ | caranguejo                                                   | (nome comum a vários crustáceos decápode, Pyromaia tuberculata sp.)                                                                     |
| mamaram | certo tipo de peixe da família dos caracídeos                | (Hemigrammus sp.) |
| mama-winakon-pakyn | pescada                                                      | (certo tipo de peixe da família dos cienídeos, Cynoscion sp.)                                                                           |
| mapak; papak | milho                                                        | (certo tipo de planta da família das gramíneas, Zea mays ou Talysia mays)                                                               |
| maparan; paparan | pernilongo                                                   | (certo tipo de inseto da família dos culicídeos)                                                                                        |
| mapat; papat-papat | bodó                                                         | (certo tipo de peixe da família dos loricariídeos, Loricaria sp.)                                                                       |
| matok | rato                                                         | (termo genérico) |
| matopiri | piaba                                                        | (certo tipo de peixe da família dos caracídeos, Astyanax spp.)                                                                          |
| matʃirop | taperebá, cajá                                               | (certo tipo de planta da família das anacardiáceas, Spondias spp.)                                                                      |
| mawin | urucum                                                       | (certo tipo de planta da família das bixáceas, Bixa orellana)                                                                           |
| mawo | urutau                                                       | (certo tipo de ave da família dos caprimulgídeos)                                                                                       |
| me | termo genérico dado a várias aves                            | |
| me-kamowa; me-komowa | mutum                                                        | (certo tipo da ave da família dos cracídeos, Pauxi pauxi)                                                                               |
| memem | termo genérico dado a várias frutas                          | |
| meteʔ | minhoca                                                      | (certo tipo de animal da família dos anelídeos, Lumbricus sp.)                                                                          |
| meteʔ | verme, lombriga                                              | |
| mijak | queixada                                                     | (certo tipo de animal da família dos taiaçuídeos, Pecari tajacu)                                                                        |
| mikop | paca                                                         | (certo tipo de mamífero da família dos dasiproctídeos, Agouti paca)                                                                     |
| mirin | andorinha                                                    | (certo tipo de ave da família dos hirundinídeos)                                                                                        |
| mirop | macaco-cabeludo                                              | (certo tipo de mamífero da família dos cebídeos)                                                                                        |
| mirop mirop | nome dado a abelhas spp.                                     | |
| miwat | jeju sp.                                                     | (certo tipo de peixe, Hoplerythrinus unitaeniatus)                                                                                      |
| morowaʔ | certo tipo de fruta comestível, de árvore não classificada   | |
| morowaʔ | garça real                                                   | (certo tipo de ave da família dos ciconiídeos, Nycticorax nycticorax sp.)                                                               |
| mot | certo tipo de anfíbio                                        | (Leptodactylus fuscus) |
| mowa | piquiá, pequi                                                | (certo tipo de planta da família das cariocaráceas, Caryocar villosum)                                                                  |
| mowaw | moxiua                                                       | (certo tipo de inseto) |
| momo)m) | pato-do-mato                                                 | (certo tipo de ave da família dos anatídeos)                                                                                            |
| nai̯ŋ nai̯ŋ | peixe-cachorro                                               | (certo tipo de peixe da família dos caracídeos, Hydrolycus spp.)                                                                        |
| nakot-nakot | coridora                                                     | (certo tipo de peixe Corydoras spp.) |
| nanʔ | murumuru                                                     | (certo tipo de planta da família das arecáceas, Astrocaryum murumuru)                                                                   |
| naran | breu                                                         | (certo tipo de planta da família das burseráceas, Protium heptaphyllum)                                                                 |
| naran | turi                                                         | (certo tipo de planta da família das rosáceas, Licania turiuva)                                                                         |
| narawoʔ | formiga-de-fogo                                              | (certo tipo de inseto da família dos formicídeos, Solenopsis spp.)                                                                      |
| naropin | cobra-cega                                                   | (certo tipo de réptil ofídio, Amphisbaena alba)                                                                                         |
| natʃoʔ | bodó                                                         | (certo tipo de peixe, Hypostomus sp.)                                                                                                   |
| nawʔ | morcego                                                      | (certo tipo de animal da família dos cetáceos)                                                                                          |
| nawʔ | uxi                                                          | (certo tipo de planta da família das humiriáceas, Endopleura uchi)                                                                      |
| nene kahwerei̯ŋ | biguá                                                        | (certo tipo de ave da família dos anhingídeos)                                                                                          |
| nim | jacundá                                                      | (certo tipo de peixe da família dos ciclídeos, Crenicichla spp.)                                                                        |
| niwi; nowi | poraquê                                                      | (certo tipo de peixe da família dos caracídeos, Electrophorus electricus)                                                               |
| nomonʔ | nome dado a abelhas spp.                                     | |
| non | abacaxi                                                      | (certo tipo de planta da família das bromeliáceas, Ananas comosus)                                                                      |
| nopi | certo tipo de mel de abelha                                  | |
| ʔoʔ | cuia-de-macaco                                               | (certo tipo de planta da família das lecitidáceas, Couroupita guianensis)                                                               |
| ʔomeji | peixe-cachorro, cachorrinho                                  | (certo tipo de peixe da família dos caracídeos, Acestrorhynchus spp., Rhaphiodon spp.)                                                  |
| ʔopik; pik | tamanduá-colete                                              | (certo tipo de mamífero da família dos mimercofagídeos, Tamandua tetradactyla)                                                          |
| ʔoram; waram | coatá                                                        | (certo tipo de mamífero da família dos atelídeos, Ateles paniscus)                                                                      |
| ʔorem; werem | guariba                                                      | (certo tipo de mamífero da família dos atelídeos, Alouatta guariba)                                                                     |
| ʔoro-ʔeo-ʔoro-ʔeo; mereʔ | maracanã                                                     | (certo tipo de ave da família dos psitacídeos)                                                                                          |
| ʔorokahyʔ | nome dado ao mel de abelha                                   | |
| ʔorokakawʔ | certo tipo de lagarta comestível                             | |
| ʔorokajiwa | certo tipo de lagarta comestível que dá em palmeira (buriti) | |
| ʔorokaʃima | certo tipo de lagarta comestível que dá em palmeira (babaçu) | |
| ʔoro kip | paxiúba-barriguda                                            | (certo tipo de planta da família das arecáceas)                                                                                         |
| ʔoro-kitaʔ | samaúma                                                      | (certo tipo de planta da família das bombacáceas, Ceiba pentandra)                                                                      |
| ʔoro-kohy | cedro                                                        | (certo tipo de planta da família das meliáceas, Cedrela sp.)                                                                            |
| ʔorokopeʔ | certo tipo de lagarta comestível                             | |
| ʔoro-makanʔ | certo tipo de ave da família dos psitacídeos                 | (Ara ararauna) |
| ʔoromijak | cão                                                          | (certo tipo de mamífero da família dos canídeos, Canis lupus)                                                                           |
| ʔoro ʔoro; mamop; wawʔ-tʃok; wøro-wøro | zogue-zogue                                                  | (certo tipo de animal da família dos cebídeos, Callicebus moloch moloch)                                                                |
| ʔorop | jenipapo                                                     | (certo tipo de planta da família das rubiáceas, Genipa americana).                                                                      |
| ʔoro patahoʔ; watahoʔ | pomba                                                        | (certo tipo de ave da família dos columbídeos, Columba subvinacea sp.)                                                                  |
| ʔoro papat; ʔoro-pitʃaʔ | aranha                                                       | (artrópode aracnídeo da família dos araneídeos)                                                                                         |
| ʔoro patʃi | certo tipo de cogumelo comestível                            | |
| ʔoro pirip | acariquara                                                   | (certo tipo de planta da família das olacáceas, Minquartia guianensis)                                                                  |
| ʔoro-roi̯ŋ | cachorro-do-mato                                             | (certo tipo de mamífero da família dos canídeos, Cerdocyon thous)                                                                       |
| ʔoro tyntyn | acará-trovão                                                 | (certo tipo de peixe, Satanoperca jurupari)                                                                                             |
| ʔoro tʃijan | sabiá                                                        | (certo tipo de ave da família dos turdídeos, Turdus albicollis)                                                                         |
| ʔoro tʃimʔ | bico-de-brasa                                                | (certo tipo de ave da família dos buconídeos)                                                                                           |
| ʔoro tʃok | mamui                                                        | (certo tipo de planta da família das caricáceas, Carica microcarpa)                                                                     |
| ʔorowaji | pium                                                         | (certo tipo de inseto da família dos simulídeos)                                                                                        |
| ʔotʃe | cupuaçu                                                      | (certo tipo de planta da família das esterculiáceas, Theobroma grandiflorum)                                                            |
| ʔowiʔ | anu-comum                                                    | (certo tipo de ave da família do cuculídeos)                                                                                            |
| paʔ ʃokwa | jutaí, jatobá                                                | (certo tipo de planta da família das cesalpiniáceas, Hymenaea sp.)                                                                      |
| pahynʔ | nome dado a abelhas spp.                                     | |
| pakatamaj | galo-da-campina                                              | (certo tipo de ave da família dos fringilídeos, Paroaria gularis)                                                                       |
| pana | árvore                                                       | (termo genérico) |
| panaji korowan | pau-de-óleo                                                  | (certo tipo de planta da família das cesalpiniáceas, Copaifera langsdorffii)                                                            |
| panaji rowan | angelim                                                      | (certo tipo de planta da família das mimosoídeas, Dinizia excelsa sp.)                                                                  |
| panaji temem | muçurana                                                     | (certo tipo de réptil ofídio, Clelia clelia)                                                                                            |
| panaji tirikoʔ | pinto-do-mato                                                | (certo tipo de ave da família dos formicarídeos, Formicarius colma)                                                                     |
| panatʃikon kotem | nome dado a abelhas spp.                                     | |
| panatʃikon mirin | nome dado a uma espécie de árvore                            | |
| papa | arraia                                                       | (certo tipo de peixe da família dos potamotrigonídeos)                                                                                  |
| papa-wajo | cobra-papagaio                                               | (certo tipo de réptil ofídio da família dos boídeos, Corallus caninus)                                                                  |
| parako | anu-coroca                                                   | (certo tipo de ave da família dos cuculídeos)                                                                                           |
| parananam | biribá                                                       | (certo tipo de planta da família das anonáceas, de natureza comestível, Rollinia mucosa)                                                |
| parapawʔ | certo tipo de ave da família dos trogonídeos                 | (Trogon spp.) |
| pararaʔ; tararaʔ | pavãozinho                                                   | (certo tipo de ave da família dos fasianídeos)                                                                                          |
| parara | certo tipo de fruta comestível, de árvore não classificada   | |
| parawan | graúna                                                       | (certo tipo de ave da família dos icterídeos, Gnorimopsar chopi)                                                                        |
| parawom | juriti                                                       | (certo tipo de ave da família dos columbídeos)                                                                                          |
| paririʔ | certo tipo de ave da família dos acipitrídeos                | (Elanoides forficatus) |
| pariri | tesourinha                                                   | (certo tipo de aves da família dos apodídeos, Tachornis squamata)                                                                       |
| patʃamʔ; pitʃamʔ | pica-pau                                                     | (certo tipo de ave da família dos picídeos)                                                                                             |
| perekeke; pirikiki | certo tipo de ave da família dos picídeos                    | (Melanerpes cruentatus) |
| pererem | certo tipo de anfíbio comestível                             | (Hyla sp.) |
| perepere totoroʔ | nome dado a abelhas spp.                                     | |
| piʔawʔ; tohojan | matrinxã, jatuarana                                          | (certo tipo de peixe da família dos caracídeos, Brycon spp.)                                                                            |
| pijam-ʔojam | raposa                                                       | (certo tipo de mamífero da família dos canídeos)                                                                                        |
| pijiman | tamanduá-bandeira                                            | (certo tipo de mamífero da família dos mimercofagídeos, Myrmecophaga tridactyla)                                                        |
| pijipiji | jandaia                                                      | (certo tipo de ave da família dos psitacídeos, Aratinga sp.)                                                                            |
| pijoʔ | beija-flor                                                   | (certo tipo de ave da família dos troquilídeos)                                                                                         |
| pik | seringueira                                                  | (certo tipo de planta da família das euforbiáceas, Hevea brasiliensis)                                                                  |
| pikot | tatu-quinze-quilos                                           | (certo tipo de mamífero da família dos dasipodídeos, Dasypus kappleri)                                                                  |
| pinat | certo tipo de fruta comestível, de árvore não classificada   | |
| piramʔ | esquilo                                                      | (certo tipo de mamífero da família dos ciurídeos)                                                                                       |
| pirarara | pirarara                                                     | (certo tipo de peixe, Phractocephalus hemeliopterus)                                                                                    |
| piripi | capim-santo                                                  | (certo tipo de planta da família das ciperáceas, Cymbopogon sp.)                                                                        |
| piro-pe; witʃikon-ʔopik | tamanduaí                                                    | (certo tipo de mamífero da família dos mimercofagídeos, Cyclopes didactylus)                                                            |
| pita | piranha                                                      | (certo tipo de peixe carnívoros da família dos caracídeos)                                                                              |
| pitop | cuandu                                                       | (certo tipo de mamífero da família dos eretizontídeos, Coendou prehensilis)                                                             |
| pitʃi | mutuca                                                       | (certo tipo de inseto da família dos tabanídeos)                                                                                        |
| piwʔ | pau-d'arco                                                   | (certo tipo de planta da família das bignoniáceas, Tabebuia avellanedae)                                                                |
| piwa | cutia                                                        | (certo tipo de animal mamífero da família dos dasiproctídeos, Dasyprocta fuliginosa)                                                    |
| piwan-piwan | caranguejeira                                                | (aranha grande, aveludada, de picada dolorosa, que não tece teia, da família dos terafosídeos, Avicularia spp.)                         |
| ripo-wajam | bico-vermelho                                                | (certo tipo de ave da família dos fringilídeos, Pitylus grossus)                                                                        |
| taʔ piriʔ | nome dado a abelhas spp.                                     | |
| tahot tokwe | macucu                                                       | (certo tipo de planta da família das cesalpiniáceas, Aldina heterophylla)                                                               |
| takat | massaranduba                                                 | (certo tipo de planta da família das sapotáceas, Manilkara sp.)                                                                         |
| takaw | cará                                                         | (termo genérico) |
| tam | inhambu-pixuna                                               | (certo tipo de ave da família dos tinamídeos, Crypturellus cinereus)                                                                    |
| tamatan | batata-doce                                                  | (certo tipo de planta da família das convolvuláceas, Ipomoea batatas)                                                                   |
| tantan | urtiga                                                       | (certo tipo de planta da família das urticáceas, Urtica sp.)                                                                            |
| tantan-kahwerei̯ŋ | lagartixa                                                    | (certo tipo de réptil da família dos geconídeos)                                                                                        |
| tapan | saui                                                         | (certo tipo de animal da família dos calitriquídeos)                                                                                    |
| tarakom | paxiubinha, jupati                                           | (certo tipo de planta da família das arecáceas, Raphia vinifera)                                                                        |
| tarakom | bambu                                                        | (certo tipo de planta da família das gramíneas, Bambusa sp.)                                                                            |
| taramin | arara vermelha                                               | (certo tipo de ave da família dos psitacídeos, Ara macao)                                                                               |
| tarawan | patauá                                                       | (certo tipo de planta da família das arecáceas, Oenocarpus bataua)                                                                      |
| tarawan; tarawanaʃiʔ | fígado                                                       | (gente ou animal) |
| tatarana | inharé, pama                                                 | (certo tipo de planta da família das moráceas, Brosimum sp.)                                                                            |
| tatawʔ | enviras spp.                                                 | (nome dado a várias espécies de plantas da família das anonáceas)                                                                       |
| tatorem | jurubeba                                                     | (certo tipo de planta da família das solanáceas, Solanum paniculatum)                                                                   |
| tawatiʔ; towatʃiʔ | fruta de uricuri                                             | (certo tipo de planta da família das arecáceas, Attalea spp.)                                                                           |
| tawiʔ; tʃikerew | tincoã                                                       | (certo de tipo de ave da família dos cuculídeos)                                                                                        |
| tawit | cipó-ambé                                                    | (certo tipo de planta da família das aráceas, Philodendron sp.)                                                                         |
| teme; tome | saraçá, formiga-pescadora                                    | (certo tipo de inseto da família dos formicídeos)                                                                                       |
| tememʔ | pupunha                                                      | (certo tipo de planta da família das arecáceas, Bactris gasipaes)                                                                       |
| terereʔ | borboleta                                                    | (certo tipo de inseto lepidópteros diurnos, de quatro asas membranosas, e cujas larvas não tecem casulos)                               |
| tetete | paquinha                                                     | (certo tipo de inseto ortóptero da família dos grilídeos, Gryllotalpa sp.)                                                              |
| tew tew | cauré                                                        | (certo tipo de ave da família dos falconídeos, Falco rufigularis)                                                                       |
| tikipan | tatu-canastra                                                | (certo tipo de mamífero da família dos dasipodídeos, Priodontes maximus)                                                                |
| tikirat | certo tipo de anfíbio comestível                             | (Hyla lanciformis) |
| tikwyt-ninimʔ | tatu-de-rabo-mole                                            | (certo tipo de mamífero da família dos dasipodídeos)                                                                                    |
| toʔ | camereira                                                    | (designação vulgar de plantas herbáceas da família das asteráceas, Andryala sp.)                                                        |
| to | cuia                                                         | (certo tipo de planta da família das bignoniáceas, Crescentia cujete)                                                                   |
| tohojaj; tojaj | jandiá                                                       | (certo tipo de peixe da família dos pimelodídeos, Leiarius sp., Rhamdia sp.)                                                            |
| tohoroʔ | barata                                                       | (certo tipo de inseto da família dos blatídeos)                                                                                         |
| tohwaraʔ | mosca                                                        | (certo tipo de insetos dípteros da família dos taquinídeos)                                                                             |
| toi̯ŋ | nome dado a abelhas spp.                                     | |
| tokoi̯ŋ | besouro-de-chifre, broca                                     | (certo tipo de inseto, Lucanus cervus)                                                                                                  |
| tokojonʔ | cigarra                                                      | (certo tipo de inseto homópteros da família dos cicadídeos)                                                                             |
| tokon matʃiram | feijão                                                       | (certo tipo de planta da família das papilionoídes, Phaseolus vulgaris)                                                                 |
| tokon-tʃina | dançador spp.                                                | (certo tipo de ave da família dos piprídeos, Chiroxiphia caudata)                                                                       |
| tokon-wanaran | sacaibóia                                                    | (certo tipo de réptil ofídio, Chironius carinatus)                                                                                      |
| tokotʃi pikot | tatucaba “dói muito”                                         | (certo tipo de inseto da família dos vespídeos, Synoeca cyanea)                                                                         |
| tokwan mi | lacraia, centopéia                                           | (artrópode miriápode peçonhento, da família dos escolopendrídeos, Scolopendra spp.)                                                     |
| tokwe; tokwajy | castanha-do-pará                                             | (certo tipo de planta da família das lecitidáceas, Bertholletia excelsa)                                                                |
| tokwi kom | arapari                                                      | (certo tipo de planta da família das cesalpiniáceas, Macrolobium acaciifolium)                                                          |
| tomin | jacundás spp.                                                | (certo tipo de peixe da família dos ciclídeos, Crenicichla)                                                                             |
| tona | macucau                                                      | (certo tipo de ave da família dos tinamídeos, Crypturellus undulatus yapura)                                                            |
| tonai̯ŋ; totonai̯ŋ | jararaca                                                     | (certo tipo de réptil ofídio da família dos viperídeos, Bothrops sp.)                                                                   |
| tonoi̯ŋ | nome dado a capim, arroz                                     | |
| tonononʔ | corujinha orelhuda                                           | (certo tipo de ave da família dos estrigídeos, Otus watsonii)                                                                           |
| tononon | lagarta-de-fogo                                              | (certo tipo de inseto da família dos megalopígideos, Podalia sp.)                                                                       |
| ton-tʃokwa | inajá                                                        | (certo tipo de planta da família das arecáceas, Maximiliana maripa)                                                                     |
| topitak | tocandira                                                    | (certo tipo de inseto da família dos formicídeos)                                                                                       |
| topitopi | taxi                                                         | (certo tipo de inseto da família dos formicídeos)                                                                                       |
| torokakan | nome dado a abelhas spp.                                     | |
| toropan | certo tipo de rato da família dos murídeos                   | (Oecomys paricola sp.) |
| torotoro | rato-toró                                                    | (certo tipo de animal da família dos murídeos)                                                                                          |
| tot | caburé                                                       | (coruja pequena da família dos estrigídeos, Glaucidium brasilianum)                                                                     |
| totok-wik | sanguessuga                                                  | (certo tipo de animal da família dos anelídeos, Haementeria ghilianii)                                                                  |
| toto pitik | roxinho                                                      | (certo tipo de planta da família das cesalpiniáceas, Peltogyne sp.)                                                                     |
| tot tot | gaviões sp.                                                  | (nome dado a certo tipo de gavião) |
| totowaji | tapiucaba                                                    | (certo tipo de insetos da família dos vespídeos, Polybia dimidiata)                                                                     |
| totʃik | lambe-olhos                                                  | (certo tipo de inseto da família dos meliponídeos, Leurotrigona muelleri)                                                               |
| totʃokwa | louro                                                        | (certo tipo de planta da família das lauráceas, Laurus nobilis)                                                                         |
| towa | quelônio                                                     | (certo tipo de réptil terrestre e aquático com carapaça óssea que serve para proteção do animal)                                        |
| towa | caucho                                                       | (certo tipo de planta da família das moráceas, Castilla sp.)                                                                            |
| towa-kat | piabão                                                       | (certo tipo de peixe da família dos caracídeos e mede 10 cms, Bryconops sp.)                                                            |
| towa-kynykynyʔ | matá-matá                                                    | (certo tipo de réptil da família dos chelídeos, Chelus fimbriatus)                                                                      |
| towan | murici, muruci                                               | (certo tipo de planta da família das malpighiáceas, Byrsonima sp.)                                                                      |
| towa pakawʔ | formiga saca-saia “morde”                                    | (certo tipo de inseto da família dos formicídeos)                                                                                       |
| towa-pakawʔ | formiga-de-correição                                         | (certo tipo de inseto, Dorylus sp.) |
| towarawʔ | papagaio                                                     | (certo tipo de ave da família dos psitacídeos)                                                                                          |
| towaram | certo tipo de anfíbio comestível                             | (Leptodactylus sp.) |
| towi | sururina                                                     | (certo tipo de ave da família dos tinamídeos, Crypturellus soui)                                                                        |
| towin | maitaca                                                      | (certo tipo de ave da família dos psitacídeos)                                                                                          |
| tyhyry | arumã                                                        | (certo tipo de planta da família das marantáceas, Ischnosiphon spp.)                                                                    |
| tyky-tʃokwa; totʃokwa | cumaru                                                       | (certo tipo de planta da família das papilionoídeas, Dipteryx odorata)                                                                  |
| tytaka | cabas spp.                                                   | (nome dado a várias espécies de cabas)                                                                                                  |
| tytyry; tʃytʃyry | mucuim                                                       | (ácaro cuja picada provoca forte coceira da família dos trombiculídeos, Eutrombicula sp.)                                               |
| tjowem-tjowem | libélula                                                     | (certo tipo de inseto, Sympetrum fonscolombii sp.)                                                                                      |
| tʃai̯ŋ | martim-pescador                                              | (certo tipo de ave da família dos alcedinídeos)                                                                                         |
| tʃaji-tʃaji | pimenta “ardorosa”                                           | (certo tipo de planta da família das solanáceas, Capsicum sp.)                                                                          |
| tʃak-tawi | irara                                                        | (certo tipo de animal da família dos mustelídeos, Eira barbara)                                                                         |
| tʃak-waʔ | nome dado a abelhas spp.                                     | |
| tʃaʃa | sarapó                                                       | (certo tipo de peixe da família dos caracídeos, Gymnotus carapo)                                                                        |
| tʃatʃaʔ ʔyʔ | periquito                                                    | (certo tipo de ave da família dos psitacídeos, Pyrrhura sp.)                                                                            |
| tʃaʃaw | lagartas spp.                                                | (nome dado a várias espécies de lagartas)                                                                                               |
| tʃija kon | bacuris spp.                                                 | (nome dado a várias espécies de planta da família das clusiáceas, Platonia insignis sp.)                                                |
| tʃikwin; ʃikwin | traíra                                                       | (certo tipo de peixe da família dos caracídeos, Hoplias sp.)                                                                            |
| tʃik tipan | lobo-guará                                                   | (certo tipo de mamífero da família dos canídeos, Chrysocyon brachyurus)                                                                 |
| tʃikon-horok | patinho                                                      | (certo tipo de ave da família dos tiranídeos, Platyrinchus spp.)                                                                        |
| tʃiminoi̯ŋ | tuturobá, cutitiribá                                         | (certo tipo de planta da família das sapotáceas, Lucuma rivicoa)                                                                        |
| tʃipai̯ŋ tʃirim | itaúba                                                       | (certo tipo de planta da família das lauráceas, Ocotea megaphylla)                                                                      |
| tʃipai̯ŋ tʃirim metʃem metʃem | itaúba-preta                                                 | (certo tipo de planta da família das lauráceas, Mezilaurus itauba)                                                                      |
| tʃin-toʔ | nome dado a abelhas spp.                                     | |
| tʃin-tʃihoʔ | nome dado a abelhas spp.                                     | |
| tʃirikoʔ | saracura                                                     | (certo tipo de ave da família dos ralídeos)                                                                                             |
| tʃitʃim | maruim                                                       | (certo tipo de inseto da família dos ceratopogonídeos)                                                                                  |
| tʃominʔ | bicho-preguiça                                               | (certo tipo de mamífero da família dos bradipodídeos)                                                                                   |
| tʃom-tot-kamiʔ | goiaba-de-anta                                               | (certo tipo de planta da família das melastomatáceas, Bellucia grossularioides)                                                         |
| tʃopik | nome dado a abelhas spp.                                     | |
| tʃotʃori | corujinha-do-mato                                            | (certo tipo de ave da família dos estrigídeos, Otus choliba)                                                                            |
| tʃori papak | certo tipo de ave da família dos trogloditídeos              | (Troglodytes aedon) |
| tʃorotʃoi̯ŋ | nome dado a abelhas spp.                                     | |
| tʃykyʔ | pomba                                                        | (certo tipo de ave da família dos columbídeos)                                                                                          |
| tʃyʃy | jupará                                                       | (certo tipo de animal da família dos procinídeos, Potos flavus)                                                                         |
| wajo-wiwiwʔ | certo tipo de ave da família dos acipitrídeos                | (Harpia harpyja) |
| wakaʔ | socó-boi                                                     | (certo tipo de ave da família dos ardeídeos, Tigrisoma lineatum)                                                                        |
| wakwak | certo tipo de anfíbio                                        | (Leptodactylus sp.) |
| wam | jeju sp.                                                     | (certo tipo de peixe Erythrinus sp.) |
| wan | girino                                                       | (certo tipo de larva de anuros, caudados e apodes, Rana rugosa sp.)                                                                     |
| wanaran | certo tipo de ave da família dos tinamídeos                  | (Tinamus sp.) |
| wawʔ | nome dado a cesto feito com talo de tucumã                   | |
| wara katin | mãe-de-porco                                                 | (certo tipo de ave da família dos cuculídeos)                                                                                           |
| warawʔ | certo tipo de cogumelo comestível                            | |
| watakaʔ watakaʔ | aracuã                                                       | (certo tipo de ave da família dos cracídeos)                                                                                            |
| watawʔ | certo tipo de anfíbio comestível                             | (Hyla boans) |
| watʃik | mucura                                                       | (certo tipo de marsupial da família dos didelfídeos, Didelphis sp.)                                                                     |
| watʃikam | ingá                                                         | (certo tipo de planta da família das mimosoídeas, Inga sp.)                                                                             |
| wawʔ | tucumã                                                       | (certo tipo de planta da família das arecáceas, Astrocaryum aculeatum)                                                                  |
| waw tʃok | certo tipo de ave da família dos trogonídeos                 | (Pharomachrus sp.) |
| wetek | certo tipo de anfíbio comestível                             | (Osteocephalus taurinus) |
| wet wet | jaçanã                                                       | (certo tipo de ave da família dos jacanídeos, Jacana jacana sp.)                                                                        |
| wewere | jandaíra                                                     | (certo tipo de inseto da família dos meliponídeos, Melipona subnitida)                                                                  |
| wewerem | imbaúba                                                      | (certo tipo de planta da família das moráceas, Cecropia sp.)                                                                            |
| wi; witaʃiʔ | esteira                                                      | (de palha aricuri) |
| wi | nome dado as abelhas e cabas sobrevoando a alguém            | |
| wijimai̯ŋ me | bem-te-vi                                                    | (certo tipo de ave da família dos tiranídeos, Pitangus sulphuratus)                                                                     |
| wikawʔ | japiim                                                       | (certo tipo de ave da família dos icterídeos, Cacicus cela sp.)                                                                         |
| winakon-mijak | guarda-floresta                                              | (certo tipo de ave da família dos formicarídeos)                                                                                        |
| wino | caju                                                         | (certo tipo de planta da família das anacardiáceas, Anacardium occidentale)                                                             |
| wiri | vespa                                                        | (termo genérico) |
| wiri-kapamʔ | beijucaba, “forma de prato, não voa de dia vespa-pamonha”    | (certo tipo de inseto da família dos vespídeos, Apoica pallida)                                                                         |
| wirin | formiga sp.                                                  | (nome dado a espécime de formiga) |
| wito | cricrió                                                      | (certo tipo de ave da família dos contigídeos)                                                                                          |
| witʃe | cupuí                                                        | (certo tipo de planta da família das esterculiáceas, Theobroma subincanum)                                                              |
| witʃikon-ʔopik; piro-pe | tamanduaí                                                    | (certo tipo de mamífero da família dos mirmecofagídeos, Cyclopes didactylus)                                                            |
| wiwiramʔ, wiwiran | abelha                                                       | (termo genérico) |
| ʔyʔ | tapiu                                                        | (enorme formigueiro arborícola) |
| ʔyʔ kawʔ ʃiw | nome dado a uma espécie de formiga                           | |